# Rüdenhausen
Rüdenhausen ist ein Markt im unterfränkischen Landkreis Kitzingen. Der gleichnamige Hauptort ist Sitz der Gemeindeverwaltung. Die Gemeinde ist Mitglied der Verwaltungsgemeinschaft Wiesentheid.

## Geografie

### Geografische Lage
Die Gemeinde liegt im Zentrum des Landkreises Kitzingen im bayerischen Regierungsbezirk Unterfranken und ist ausschließlich von Gemeinden des Landkreises umgeben. Rüdenhausen ist Teil der Verwaltungsgemeinschaft Wiesentheid, zu der neben Wiesentheid und Rüdenhausen noch Abtswind und Castell gehören. Die Gemarkung liegt in einer Talsenke, aus der lediglich der Kirchturm herausragt. Hier wird überwiegend Ackerbau betrieben, Waldflächen existieren keine. Besondere Bedeutung für die heutige Struktur der Gemarkung hat die Bundesautobahn 3 mit der Anschlussstelle 75, die seit den 1960er Jahren im Norden der Flächeneinheit zu finden ist.
Im Norden grenzt das Gebiet der Gemeinde Wiesentheid an Rüdenhausen, die Gemarkung des Hauptortes bildet die nördliche Begrenzung. Im Osten ist Abtswind zu finden. Südöstlich erhebt sich Greuth, das ein Gemeindeteil von Castell ist. Castell selbst ist im Süden zu verorten, wobei die Einöde Gründleinsmühle Rüdenhausen am nächsten ist. Die Gemarkung Wiesenbronn mit dem gleichnamigen Ort nimmt den Südwesten ein. Im Westen liegt Kleinlangheim. Das Gebiet von Wiesentheid nimmt auch den Nordwesten ein, es ist die Gemarkung von Wiesentheid-Feuerbach, die direkt an Rüdenhausen angrenzt.
Nächstgelegene größere Städte sind Kitzingen mit einer Distanz von etwa 13 Kilometern und Volkach, welches ungefähr 14 Kilometer entfernt ist. Die nächste Großstadt ist das etwa 30 Kilometer entfernte Würzburg.
Mit einer Fläche von 688 Hektar gehört die Gemarkung von Rüdenhausen zu den kleineren Flächeneinheiten im Landkreis, sie bildet nach Sommerach (567) und vor Sulzfeld am Main (768) die sechstkleinste Gemarkung des Kreises. In Rüdenhausen lebten 2022 919 Einwohner, was den Ort zur drittkleinsten Gemeinde im Landkreis macht, nach Segnitz und Castell. Rüdenhausen hat eine Bevölkerungsdichte von 134 Einwohnern pro Quadratkilometer. Es ist der ländlichen Struktur geschuldet, dass die Gemeinde damit den bayerischen Durchschnitt von 176 Einwohnern pro Quadratkilometern unterschreitet.

### Geologie, Hydrologie, Böden

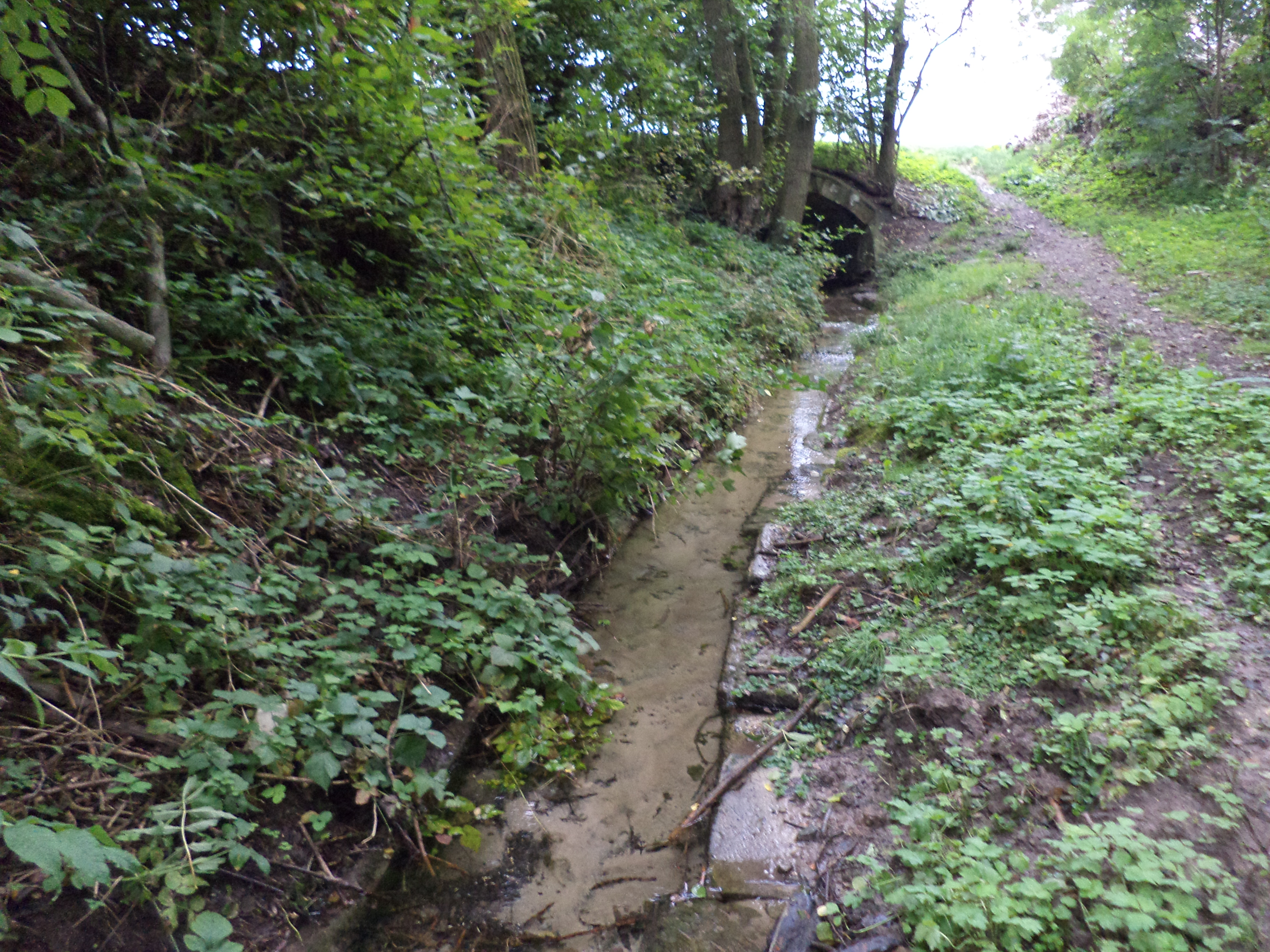
Schirnbach bei Rüdenhausen

Naturräumlich liegt Rüdenhausen am Übergang zweier Räume innerhalb des Steigerwaldvorlandes. Beide Areale sind dem Iphofen-Gerolzhofener Steigerwaldvorland zuzurechnen, wo der Einfluss des Mittelgebirges auf die Landschaft bereits deutlich spürbar ist. Der Süden der Gemarkung kann dem Schwanbergvorland zugerechnet werden. Anders als viele angrenzende Areale profitiert das Gebiet von einer Niederschlagsstraße, die von Ochsenfurt kommend in Richtung des Steigerwaldes verläuft. Dagegen verweisen die Böden in ihrer Zusammensetzung bereits auf das Steigerwaldvorland von Neuses im Norden der Gemarkung.
Der Übergangscharakter wird auch in der Bodenzusammensetzung deutlich. Der Großteil der Gemarkung wird von Sandböden eingenommen, die über einer Schicht von Letten- und Gipskeuperböden anstehen. Die Mächtigkeit dieser Flugsande nimmt aber nach Südosten hin zugunsten von Böden des Unteren Keuper mit Grenzdolomiten und Letten ab. Die Landschaft wurde durch die jahrhundertelange Nutzung durch den Menschen stark verändert. Statt eines Vegetationsmosaiks aus Wäldern und Offenflächen wird der Großteil der Gemarkung heute von Ackerflächen eingenommen.
Hydrologisch wird Rüdenhausen trotz einer mehrere Kilometer weiten Entfernung vom Fluss dem Mainsystem zugeschlagen. Der Ort liegt innerhalb des Flusssystems Schwarzach, sodass alle Bäche in dem Gebiet dem Mainzufluss Schwarzach zustreben, der nördlich von Rüdenhausen verortet wird. Von Norden nach Süden wird die Gemarkung vom Schoßbach, vom Schirnbach und vom Gründleinsbach durchzogen, wobei der letztgenannte die Grenze zu den Gemeinden Castell und Wiesenbronn im Süden der Gemarkung bildet. Der Schirnbach entspringt südlich des Ortes. Daneben befindet sich im Westen des Ortskerns ein Quelltopf, der einen unbenannten Zufluss zum Schirnbach speist.

### Klima
Rüdenhausen liegt in der Maingauklimazone, die zu den trockensten und wärmsten Zonen Deutschlands zählt. Dies ist auch ein Grund für den Weinanbau in der Region. Klimaerhebungen für Rüdenhausen werden in der Wetterwarte in Würzburg durchgeführt.
Die Klimaklassifikation von Köppen rechnet die Gemeinde zur Cfb-Kategorie. (Klimazone C: warm-gemäßigtes Klima, Klimatyp: f: feucht-gemäßigtes Klima, Untertyp b: warme Sommer). Zwischen dem trockensten Monat Februar und dem niederschlagsreichsten Monat Juni liegt eine Differenz von 21 mm. Um im Durchschnitt 18,5 °C ist der Juli (wärmste Monat im Jahr) wärmer als der Januar (kältester Monat im Jahr).
|                        | Jan  | Feb  | Mär | Apr  | Mai  | Jun  | Jul  | Aug  | Sep  | Okt  | Nov | Dez  |   |      |
| Mittl. Temperatur (°C) | 0,9  | 1,5  | 5,1 | 9,8  | 14,1 | 17,5 | 19,4 | 19   | 14,9 | 10,2 | 5,3 | 2    | ⌀ | 10   |
| Mittl. Tagesmax. (°C)  | 3,3  | 4,9  | 9,3 | 14,6 | 18,5 | 21,8 | 23,7 | 23,4 | 19,2 | 14   | 8   | 4,2  | ⌀ | 13,8 |
| Mittl. Tagesmin. (°C)  | −1,6 | −1,6 | 1   | 4,8  | 9,2  | 12,6 | 14,7 | 14,4 | 10,7 | 6,8  | 2,8 | −0,2 | ⌀ | 6,2  |
|                        |      |      |     |      |      |      |      |      |      |      |     |      |   |      |
| Niederschlag (mm)      | 65   | 54   | 63  | 53   | 74   | 69   | 73   | 62   | 62   | 63   | 68  | 74   | Σ | 780  |

| −1,6 |

| −1,6 |

| 1 |

| 4,8 |

| 9,2 |

| 12,6 |

| 14,7 |

| 14,4 |

| 10,7 |

| 6,8 |

| 2,8 |

| −0,2 |

| −1,6 |

| −1,6 |

| 1 |

| 4,8 |

| 9,2 |

| 12,6 |

| 14,7 |

| 14,4 |

| 10,7 |

| 6,8 |

| 2,8 |

| −0,2 |

### Flächennutzung
| Nutzung           | Hektar |
| ----------------- | ------ |
| Siedlungsfläche   | 57     |
| Verkehrsfläche    | 79     |
| Vegetationsfläche | 549    |
| Wasserfläche      | 3      |
| Gesamtfläche      | 688    |

Die Gemeinde Rüdenhausen nimmt eine Fläche von insgesamt 688 Hektar ein und ist damit flächenmäßig fast halb so groß, wie die zweitkleinste Gemeinde der Verwaltungsgemeinschaft, Abtswind mit 1281 Hektar. Größten Anteil an der Fläche hat die Vegetationsfläche mit 549 ha. Davon entfallen 507 ha (73,7 %) auf landwirtschaftlich genutzte Fläche, wobei die landwirtschaftliche Fläche seit 2003 (589 Hektar) kontinuierlich abnahm. Die Waldfläche von 20 ha kommt vor allem durch den Baumbestand des Schlossparks im Süden der besiedelten Fläche zustande.
Zweitgrößte Teilfläche bildet die Siedlungsfläche mit 57 ha und damit 8,3 % der Gesamtfläche, davon sind immerhin 25 ha Wohnbaufläche, auf Industrie- bzw. Gewerbeflächen entfallen 6 ha. Sie liegen dezentral über das Gemeindegebiet verteilt, da Rüdenhausen kein klassisches Industriegebiet besitzt, lediglich in der Nähe der Bundesautobahn verdichten sich Industriebetriebe. Straßen, Wege und Plätze nehmen eine Fläche von 79 ha und damit einen Anteil von 11,5 % der Gesamtfläche ein.
Der geringe Anteil von Gewässerflächen von lediglich 3 ha und damit 0,4 % der Gesamtfläche ist durch die Lage Rüdenhausens im trockenen Steigerwaldvorland erklärbar. Die landwirtschaftlich genutzte Fläche schwankte seit dem Jahr 2003 mehrfach. Waren 2003 noch 589 ha als landwirtschaftlich genutzte Fläche ausgewiesen, ging dieser Anteil bis 2010 auf 577 ha zurück. Die Siedlungsfläche stieg dagegen seit 2019 um 1 % an, wobei der Ort von der Nähe zu der wichtigen Verkehrsachse profitierte.

### Ortsgliederung
Zentral in der Rüdenhäuser Gemarkung ist das Haufendorf selbst zu finden. Es entstand als Ansiedlung um ursprünglich drei Herrensitze, von denen sich lediglich noch einer in Form des Schlosses der Grafen zu Castell-Rüdenhausen erhalten hat. Das Schloss im Südwesten des Dorfes bildet den historischen Ortsmittelpunkt, auf den alle strahlenförmig angeordneten Straßen zulaufen. Der Schlosspark, der im 19. Jahrhundert erweitert wurde, fasst in etwa die Fläche des Ortskerns und schließt südwestlich des Schlosses an. Zentraler Platzraum ist der Kirchplatz, der im Osten des Altortes zu finden ist.
Um den Siedlungskern entstanden im 19., 20. und 21. Jahrhundert mehrere Siedlungsgebiete. Ältestes Neubaugebiet ist das Areal westlich der Marktstraße. Hier ist auch der Friedhof der Gemeinde zu finden. Ein weiteres Friedhofsareal schließt sich südlich an das Schloss an. Hier ist die Gruft der Grafen ebenso zu finden, wie ein zwischen 1951 und 1972 belegter Landkreis-Friedhof des Landkreises Gerolzhofen. Aus der zweiten Hälfte des 20. Jahrhunderts stammt die Siedlung um die Jahnstraße. Hier wurde eine katholische Kirche für die zugezogenen Ortsbürger errichtet. Außerdem entstand der Kindergarten, die Sportanlagen der örtlichen Vereine und ein modernes Feuerwehrhaus hier.
Als reine Wohngebiete präsentieren sich die Areale um die Straße Am Goldbrunnen im Osten und um die Rosenstraße im Westen des Altortes. Einzelne Siedlungsgebiete sind auch an der Raiffeisenstraße im Nordwesten von Rüdenhausen zu finden. Im Süden und Norden der bebauten Fläche siedelten sich einzelne Industrieunternehmen an, hier wurden Industriegebiete ausgewiesen. Durch die Nähe zur Bundesautobahn 3, die den Norden der Gemarkung einnimmt, entstand ein großer Autohof im Norden der Marktgemeinde.
Um Rüdenhausen bestehen mehrere Mühlen und Aussiedlerhöfe, die teilweise eine lange Tradition aufweisen und heute als Gemeindeteile ohne eigene Gemarkung verzeichnet sind. Sie entstanden entlang des Gründleinsbachs im Süden bzw. entlang des Schirnbachs im Nordwesten von Rüdenhausen. Die Leyermühle und die Ziegelhütte sind durch den Bau des Autohofs bereits mit dem Kernort zusammengewachsen. Viele der Mühlen um Rüdenhausen sind heute noch in Betrieb, was eine angesichts des Mühlensterbens in der ersten Hälfte des 20. Jahrhunderts eine Besonderheit darstellt.
| Gemeindeteil  | Siedlungstyp | Einwohner (Stand 25. Mai 1987) | Koordinate |
| ------------- | ------------ | ------------------------------ | ---------- |
| Bodenmühle    | Einöde       | 9                              | (Lage)     |
| Dinkelmühle   | Einöde       | 3                              | (Lage)     |
| Eselsmühle    | Einöde       | 6                              | (Lage)     |
| Fallmeisterei | Einöde       | 4                              | (Lage)     |
| Kratzermühle  | Einöde       | 2                              | (Lage)     |
| Pulvermühle   | Einöde       | 7                              | (Lage)     |
| Rüdenhausen   | Hauptort     | 657                            | (Lage)     |

| Leyermühle |
| Lohmühle   |

Die Gemarkung von Rüdenhausen weist nur wenige Schutzgebiete der unteren Naturschutzbehörden auf. Lediglich entlang der Bäche wurden Biotope ausgewiesen, die die Gehölzsäume, Röhricht und Staudensäume an den Ufern der Schwarzachzuflüsse unter Schutz stellen. Mit dem Schlosspark und der Schirnbachquelle existieren darüber hinaus zwei Naturdenkmäler um Rüdenhausen, der Gehölzbestand des Parks ist außerdem ebenfalls als Biotop geschützt. Ganz im Westen der Gemarkung ragt außerdem das Vogelschutzgebiet Südliches Steigerwaldvorland in die Flächeneinheit hinein. Einzige Erhebung ist der 293 Meter hohe Lerchenberg, der sich im äußersten Süden der Gemarkung befindet.

## Geschichte

### Vor- und Frühgeschichte
In der Rüdenhäuser Gemarkung wurden kaum vor- oder frühgeschichtliche Funde gemacht. Entlang der kleinen Bäche im Steigerwaldvorland siedelten allerdings bereits seit der Jungsteinzeit vereinzelt Menschengruppen, wenn sich die Siedlungsschwerpunkte auch auf die Ufer des Mains weiter im Westen konzentrierten. Am Oberlauf des Gründleinsbach, bereits auf Kleinlangheimer Gemarkung, konnten Siedlungsspuren aus der Hallstattzeit aus dem 1. vorchristlichen Jahrhundert gemacht werden. Die Siedlung blieb auch während der Latènezeit durchgehend bewohnt. Ein wohl zugehöriger Grabplatz konnte in der Nähe des Schirnbachufers bei Feuerbach entdeckt werden. 
Nach der Zeitenwende drangen im 2. Jahrhundert vermehrt germanische Stammesverbände nach Westen vor. Die Kelten, die bisher als Hauptsiedler im Vorland des Steigerwalds ausgemacht werden können, zogen sich in dieser Situation immer weiter zurück. Die germanischen Stämme der Markomannen, der Alemannen und der Thüringer prägten dagegen die zukünftige Entwicklung. Diese germanischen Bevölkerungsteile mussten im 6. und 7. Jahrhundert den Franken weichen. Mit den fränkischen Kolonisten setzte eine, von einer kleinen Oberschicht aus König und Adel getragene, staatliche Entwicklung ein. 
Die Franken brachten erste Verwaltungsstrukturen, das Christentum und die Weinrebe in die Region mit. Der Ortsname Rüdenhausen gibt mit seiner Endung Hinweis auf die frühmittelalterliche Gründung des Dorfes. Als Mode-Endung entstanden die Hausen-Orte vermehrt während des letzten fränkischen Vorstoßes im 8. und 9. Jahrhundert. Wahrscheinlich handelte es sich bei Rüdenhausen in den ersten Jahrhunderten seiner Existenz um einen sehr kleinen Ort, wahrscheinlich eine Einzelsiedlung bzw. ein Gehöft.

### Mittelalter
Die urkundliche Ersterwähnung Rüdenhausens ist in der Forschung umstritten. Besondere Rolle spielt für die erste urkundliche Nennung die Abtei Münsterschwarzach. Nach einer Traditionsnotiz des Klosters gehörte Rüdenhausen zu den Orten, die im Rahmen der mattonischen Schenkung im Jahr 892 durch den Kommendatarabt Dracholf an das Benediktinerkloster am Main gelangte. In der Bestätigungsurkunde jener Schenkung, die König Konrad I. im Jahr 918 vornahm, tauchte das Dorf allerdings nicht mehr auf. Im Jahr 1150 soll außerdem Graf Hermann von Castell seinem Bruder Albrecht zwei Güter in Rüdenhausen übergeben haben. Auch diese Nennung ist allerdings lediglich einer Chronik zu entnehmen.
Die erste gesicherte Erwähnung von „Rvdenhusen“ erfolgte erst im Jahr 1250, wobei der Ort lediglich als Namensbezeichnung für einen Urkundenzeugen Erwähnung findet. „Fridericus de Rvdenhusen“ tauchte als Zeuge einer Urkunde auf, die das benachbarte Kleinlangheim betraf. Der Ort selbst wurde erstmals im Teilungsvertrag zwischen den Grafenbrüdern Heinrich I. und Hermann I. zu Castell im Jahr 1258/1266 genannt. Das Dorf und mehrere Weinberge am Rüdenhäuser Berg gelangten an die Linie vom Unteren Schloss. In der Folge vergaben die Grafen ihren Besitz wahrscheinlich als Lehen.
Im 13. Jahrhundert wurde eine Vielzahl an verschiedenen Herren ausgemacht, die Güter in Rüdenhausen besaßen. Darunter sind Adelsgeschlechter wie die Behaim, die Herbelstadt, die Scheckenbach, die Tanner, die Bibergau, die Wipfeld, die Teuerlein, die Schaumberg, die Blümlein genauso wie geistliche Institutionen, wie die Johanniter-Kommende Würzburg, das Marxenkloster aus Würzburg und das Zisterzienserkloster Ebrach. 1268 gelangte aus das Johannispital in Würzburg an Güter in „Rudinhusin“. Die Grafen zu Castell vergaben ihre Güter zumeist als Lehen, sodass immer wieder wechselnde Geschlechter hier Fuß fassen konnten.
Ab 1270 tauchte auch ein lokales Adelsgeschlecht auf. Die Schelle von Rüdenhausen wurden bis zu ihrem Aussterben im 14. Jahrhundert mehrfach urkundlich genannt. Sie saßen in einem der drei Herrensitze, die inzwischen im Ort entstanden waren. Neben dem sogenannten Alten Schloss, das von den Schello beansprucht wurde und später an die Fuchs von Rüdenhausen gelangte, existierte das Haus am See und die Burgveste bei der Kirche. Trotz dieser unübersichtlichen Eigentumslage wuchs das Dorf. 1275 bestand Rüdenhausen aus mindestens 25 Höfen, Sölden und Eigenleuten.
Bereits im Jahr 1364 wurde auch ein Gotteshaus genannt, das mit den Pfarrrechten ausgestattet war. Erster nachweisbarer Pfarrer war ein gewisser Henricus. Zur Pfarrei Rüdenhausen gehörte vor 1364 auch das Nachbardorf Abtswind, wobei davon auszugehen ist, dass im Hochmittelalter eine kleine hölzerne Kapelle existiert hatte. Gleichzeitig versuchte nun auch der größte Territorialherr in Franken, der Würzburger Fürstbischof, im Ort Fuß zu fassen. So mussten ihm am 8. April 1376 Friedrich und Hartmut Fuchs von Rüdenhausen ihre Veste öffnen. Im gleichen Jahr gelangten die Herren von Gnodstadt an die Veste bei der Kirche. 
Erst im 15. Jahrhundert begann eine Besitzarrondierung im Dorf, die mit dem Niedergang zweier der drei Herrensitze einherging. Die Veste bei der Kirche verfiel, 1525 wurde auch das Haus im See völlig zerstört. 1463 verkauften die Fuchs ihr Schloss an Caspar von Gnodstadt, der bereits im Besitz des Zehnts war. Die Obrigkeit lag damit ausschließlich bei den Gnodstadt, die ihre Gewalt allerdings immer noch als Lehen von den Grafen zu Castell empfangen hatten. Die Herren von Gnodstadt starben jedoch schon 1531/1533 in männlicher Linie aus.

### Frühe Neuzeit
Mit dem Aussterben der Familie war eine grundsätzliche Veränderung der Herrschaftsverhältnisse verbunden. Fortan übernahmen die Grafen zu Castell selbst die Rolle des Dorfherren, als erster Herrscher über Rüdenhausen wurde im Jahr 1533 Wolfgang I. zu Castell genannt. Ein Jahr später erließ er eine Dorfordnung. In den folgenden Jahren differenzierte sich die Wirtschaft weiter aus. An den Bächen in der Gemarkung hatten sich Wassermühlen angesiedelt, die im 16. Jahrhundert erstmals urkundlich genannt wurden.

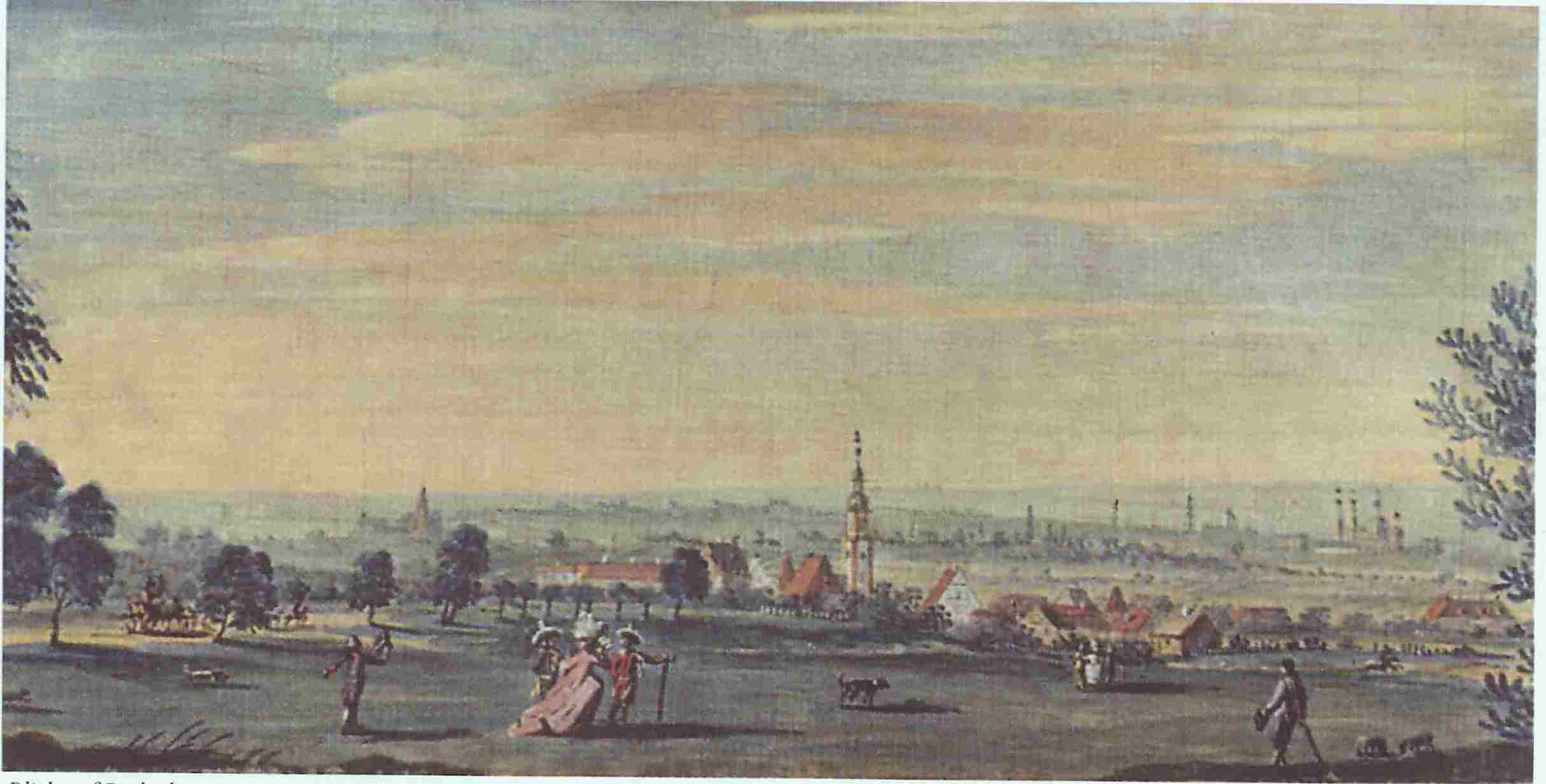
Darstellung von Rüdenhausen, Conrad Geiger 1777

Nach der schweren Erkrankung Graf Wolfgang I. gelangte das Dorf 1543 zunächst an dessen Sohn Georg II., der den Ideen der Reformation nahestand. Im Jahr 1546 wurde der katholische Kultus in der Pfarrkirche abgeschafft und die lutherische Lehre eingeführt. Treibende Kraft war der Grafenbruder Konrad. Rüdenhausen war die erste Siedlung in der sich herausbildenden Grafschaft Castell, in der der neue Glaube offiziell etabliert wurde. Es dauerte noch bis ins Jahr 1559 bis auch der Residenzort Castell selbst reformiert wurde.
Mit dem Tod des Grafen Wolfgang I. trat die testamentarisch verfügte Landesteilung in Kraft. Neben der Linie Castell-Remlingen, die ihre Residenzen in Castell und Remlingen besaß, entstand die Linie Castell-Rüdenhausen, deren Mitglieder in den Schlössern von Rüdenhausen und Wiesenbronn residierten. Damit wurde das Dorf zum Hauptort einer frühneuzeitlichen Landesherrschaft, was dem Dorf einen Bedeutungsgewinn brachte. Das Schloss wurde ausgebaut. Allerdings raubten die Truppen des Markgrafen Albrecht Alcibiades den Bau im Jahr 1554 aus. 
Das Dorf wuchs weiter, wobei nun auch der bisher um die Pfarrkirche befindliche Friedhof an den Dorfrand verlegt werden musste. Im Dreißigjährigen Krieg erlebte der Ort viele Zerstörungen. Bereits 1619 erließ Graf Gottfried zu Castell-Rüdenhausen einen Befehl an die Dorfbevölkerung, die sich mit Waffen ausrüsten sollte. Bis zum Jahr 1635 war das Dorf nahezu entvölkert, wobei der katholische Stadtvogt von Gerolzhofen wohl im Auftrag des Würzburger Fürstbischof die letzten beweglichen Gegenstände geraubt hatte.
Im Jahr 1641 bezog Graf Georg Friedrich sein Schloss im Ort neu, musste das Gebäude allerdings zuvor wieder in einen bewohnbaren Zustand gebracht wurde. Die Erzählung, dass der Graf selbst durchreisende Fremde angesprochen haben soll und sie bat, sich in seiner Residenz niederzulassen, zeugt von der Situation nach dem Krieg. Erst unter dem Grafen Johann Friedrich konnten die gröbsten Kriegszerstörungen ausgebessert werden. Die Kirche wurde zwischen 1708 und 1712 neu gebaut und die Straßen gepflastert. Besondere Bedeutung für die Geschichte der Siedlung hatte auch die Verleihung des Marktrechtes im Jahr 1747.

### Neuzeit: In Bayern
Einen großen Einschnitt erfuhr Rüdenhausen durch die Mediatisierung. Napoleon Bonaparte hatte viele bayerische Besitzungen rechts des Rheins in sein Kaiserreich integriert. Um die verbündeten Bayern entschädigen zu können, vereinbarte er in der Rheinbundakte die Auflösung mehrerer kleinerer, fränkischer Territorien. Hierunter fiel auch die Grafschaft Castell, die am 3. September 1806 durch ein Besitzergreifungspatent aufgelöst wurde. Rüdenhausen wurde bayerisch, die Grafen zu Castell waren fortan Standesherren. Nach einer kurzen Zwischenzeit im Großherzogtum Würzburg wurde der Markt 1814 endgültig bayerische Ruralgemeinde.

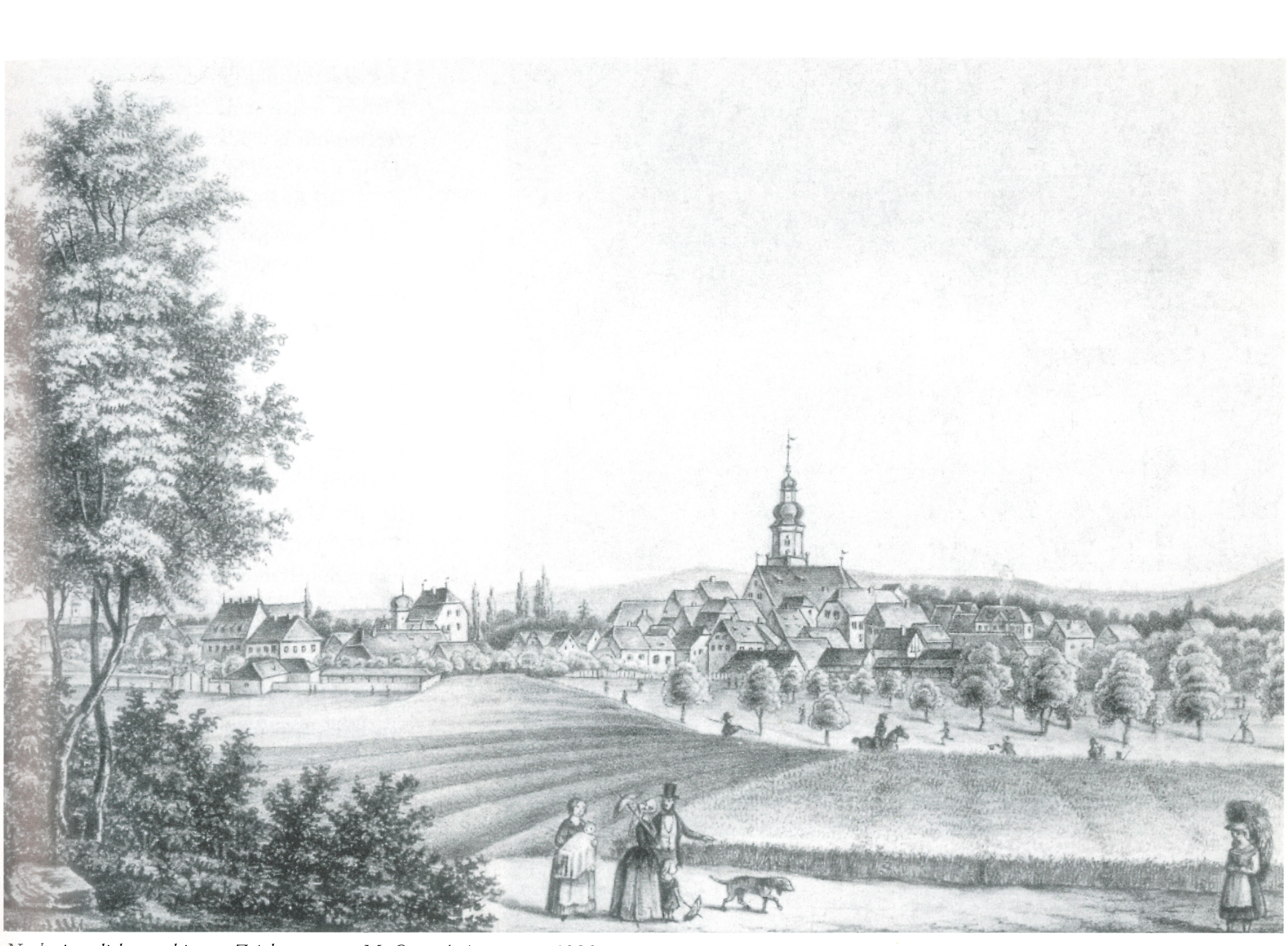
Ortsansicht von Rüdenhausen, um 1830

Da die Familie der Grafen weiterhin im Ort lebte, blieb ihr Einfluss auch in den folgenden Jahrhunderten groß. So gelang es ihnen im Jahr 1839 eine Poststation nach Rüdenhausen zu holen, die ursprünglich im weiter östlich gelegenen Castell errichtet werden sollte. 1848 büßten die Grafen weitere Macht ein, als ihnen das Herrschaftsgericht genommen wurde, vor dem bisher bürgerliche Klagen verhandelt worden waren. Das 19. Jahrhundert war zugleich auch von der Gründung mehrerer Vereine verbunden. Bereits am 3. September 1859 schlossen sich die Sänger des Ortes zu einem Gesangsverein zusammen, 1862 folgte der Turnverein.
Noch im 20. Jahrhundert wurde in Rüdenhausen Weinbau betrieben, wobei die Flächen sich mit jedem Jahrzehnt verringerten. Nach dem Ende des Deutsch-Französischen Krieges wurde in Rüdenhausen die sogenannte Friedenslinde gepflanzt. Sie erinnert an die Heimkehrer aus dem Krieg. Im Jahr 1894 wurde mit Unterstützung des Grafen Wolfgang zu Castell-Rüdenhausen die Einrichtung einer „Kleinkinderbewahr-Anstalt“ beschlossen, erst 1906 konnte die ersten Kinder die Institution besuchen. Graf Wolfgang war auch der erste seines Geschlechts, der 1901 zum Fürsten erhoben wurde. In der Folge wurde auch die Gruft unter der Kirche vergrößert. 
Noch in den 1930er Jahren bestanden in Rüdenhausen mehrere Betriebe, die den lokalen Bedarf deckten. Neben drei Gasthäusern war im Dorf eine Apotheke zu finden, es gab eine Brauerei und eine große Anzahl unterschiedlicher Handwerksberufe. Erst im Jahr 1940 wurde eine Wasserleitung verlegt. Sie verlief vom Eichbrunnen zum Schloss. Während des Zweiten Weltkrieges starben 27 Männer aus Rüdenhausen an der Front. Der Ort wurde im April 1945 von den Amerikanern besetzt. 1948 wurde ein Flüchtlingslazarett im Ort eingerichtet, es erhielt bald den Namen Kreishilfskrankenhaus Rüdenhausen. In der Folge entstand auch ein dem Krankenhaus zugeordneter Kreisfriedhof, der als einziger seiner Art in der Bundesrepublik Deutschland gelten kann.
Zwischen 1953 und 1957 wurde Rüdenhausen an die Fernwasserversorgung Franken angeschlossen. Im Jahr 1954 erhielten die nach dem Weltkrieg zugezogenen Katholiken ein eigenes Gotteshaus, die Grundsteinlegung der Kirche „Maria Hilfe der Christen“ übernahm der Würzburger Bischof Julius Döpfner. 1959 erfolgte die Einweihung einer Turn- und Sporthalle am Ortsrand. Zwischen 1960 und 1970 wurde die Rüdenhäuser Gemarkung flurbereinigt. Um 1970 nahm die seit 1963 geplante Kanalisation den Betrieb auf. Gleichzeitig schritt die Teerung der Ortsstraßen voran.
Mit der Gemeindegebietsreform in Bayern wechselte Rüdenhausen 1972 vom aufgelösten Landkreis Gerolzhofen zum vergrößerten Landkreis Kitzingen. Ab 1976 wurde es nun Teil der Verwaltungsgemeinschaft Wiesentheid. Mit dem Abriss des Neuen Schlosses wegen Baufälligkeit verlor der Ort 1973 eines seiner Wahrzeichen. 1981 verlor der Ort auch seinen Eisenbahnanschluss an der Bahnstrecke Kitzingen-Schweinfurt, den es sich mit Feuerbach geteilt hatte. Im Jahr 1999 schloss die Postfiliale im Ort, 2007 folgte die Metzgerei.

### Ortsname
Der Ortsname Rüdenhausen wird in der Forschung ganz unterschiedlich interpretiert. Die Endung -hausen ist dabei eindeutig der fränkischen Landnahmezeit zuzuordnen. Das Suffix erlebte während der sogenannten zweiten Siedlungswelle der Franken im 8. und 9. nachchristlichen Jahrhundert einen Aufschwung. Dabei weist das Wort auf eine einzelne Siedlungsstelle im Sinne eines Hauses hin. Deshalb ist davon auszugehen, dass Rüdenhausen zunächst als Einzelsiedlung bzw. Weiler gegründet wurde.
Wesentlich vielfältiger wurde das Präfix Rüden- betrachtet. Eventuell verweist der Name auf einen Ahnherren Ruodo, der als Gründer der Siedlung anzusprechen wäre. Daneben tauchte mit der Nähe des aus vorchristlicher Zeit stammenden Eichbrunnens eine Verbindung mit dem Wort Rota auf, was eine Kultstelle auf einem Hügel bezeichnet. Neuere Forschungen machen eine Herleitung des Wortes aus der wendisch-slawischen Sprache stark. Das wendische Wort ruda weist auf eine Mine hin, aus der Metall gefördert wurde. Rüdenhausen ist von mehreren wendischen Ortsbezeichnungen umgeben, so verweist der Schirnbach in der Gemarkung mit seinem Namen auf das Wort ĉerny, was Schwarz bedeutet. Umgangssprachlich wurde die Silbe mit den Rüdenknechten der Grafen zu Castell in Verbindung gebracht, die sich um die Jagdhunde kümmern mussten.
Der Ortsname war in der Vergangenheit großen Veränderungen ausgesetzt. Im 13. Jahrhundert tauchten die Bezeichnungen Rvdenhusen (1250) und Rudenhusen (1266) auf. Daneben variierte der Ortsname immer wieder mit Rudinhusin (1268), die Bezeichnung taucht auch noch im 14. Jahrhundert auf. Erstmals in der heutigen Namensform wurde der Ort im Jahr 1358 erwähnt, wobei noch bis ins 16. Jahrhundert Varianten verbreitet waren. In den Orten der Umgebung werden die Einwohner Rüdenhausens mit verschiedenen Necknamen belegt. So taucht die Bezeichnung Sandhasen, bzw. Sand'hosən auf, die auf die schlechten Böden in der Gemarkung anspielt. Der von den Abtswindern gebrauchte Neckname Pumpernickel bzw. Pumpər'nickl gibt Hinweis auf die Verbreitung des Roggenanbaus und der Name Hollerfickel, bzw. Holla'fickəl bringt die Rüdenhäuser mit vermeintlich seltsamen Arbeitsweisen in Verbindung.

### Verwaltung und Gerichte
| Die folgenden Verwaltungseinheiten waren Rüdenhausen übergeordnet. - bis 1806: Amt Rüdenhausen in der Grafschaft Castell, Landesportion Rüdenhausen - bis 1814: Amt Rüdenhausen im Kurfürstentum Kurpfalz-Bayern, 1808 bis 1814 im Großherzogtum Würzburg - bis 1853: Landgericht älterer Ordnung Gerolzhofen im Untermainkreis - bis 1862: Landgericht älterer Ordnung Wiesentheid im Rezatkreis, ab 1838 Unterfranken - bis 1972: Bezirksamt Gerolzhofen, ab 1939 Landkreis Gerolzhofen in Unterfranken - ab 1972: Hauptort des Marktes Wiesentheid, Landkreis Kitzingen, Unterfranken |  | Gerichtlich unterstand Rüdenhausen folgenden Instanzen. - bis nach 1550: Zentgericht Schwarzach im Hochstift Würzburg - bis 1806: Zentgericht Rüdenhausen in der Grafschaft Castell, ab 1662 Zentgericht Castell-Rüdenhausen - bis 1848: Herrschaftsgericht 1. Klasse Rüdenhausen - bis 1879: Landgericht Wiesentheid - bis 1925: Amtsgericht Wiesentheid im Landgerichtsbezirk Würzburg - ab 1972: Amtsgericht Kitzingen im Landgerichtsbezirk Würzburg |  |

### Einwohnerentwicklung
Rüdenhausen gehörte bereits im Mittelalter zu den einwohnerreichen Orten des Steigerwaldvorlandes. Die Aufwertung zur Residenz im 16. Jahrhundert führte zu einem langanhaltenden Bevölkerungswachstum, das mit einem Flächenwachstum einherging. Die dörflichen Strukturen dieser Zeit prägen den Ort noch heute. Neben den Hintersassen der Grafen siedelten sich hier vor allem Verwaltungsspezialisten mit ihren Familien an, die von der zentralen Position des Ortes innerhalb der kleinen Grafschaft profitierten.
Gesicherte Einwohnerzahlen sind erst aus dem 19. Jahrhundert überliefert. Mit dem Übergang an Bayern begann ein Niedergang von Rüdenhausen. Von um 800 Einwohnern im Jahr 1806 sank die Bewohnerzahl bis 1939 auf unter 550. Der Verlust der Zentralität wirkte sich auch auf die Wohnbebauung aus, die verfiel. Als prominentes Beispiel verlor das zu Beginn des 19. Jahrhunderts entstandene Neue Schloss als Wittumssitz der Grafen seine Funktion. Es wurde schließlich im Jahr 1973 abgerissen.
Nach dem Zweiten Weltkrieg siedelten viele Familien aus den Gebieten im Osten nach Rüdenhausen über. Sie bezogen die leerstehenden Häuser, sodass Rüdenhausen nicht nur als vorübergehendes Domizil genutzt wurde. Bereits 1946 hatte das Dorf mit 929 Einwohnern die Zahlen zur Zeit der Grafschaft überschritten. Rüdenhausen profitierte in der folgenden Zeit von seiner Nähe zur Bundesautobahn. Im Jahr 2021 wurde die Marke von 1000 Einwohnern erstmals kurzzeitig überschritten. Heute leben um 900 Menschen in dem Ort. 
| Jahr | Einwohner | Jahr | Einwohner | Jahr | Einwohner |
| ---- | --------- | ---- | --------- | ---- | --------- |
| 1375 | um 200    | 1910 | 653       | 1973 | 676       |
| 1806 | 809       | 1919 | 634       | 1987 | 657       |
| 1824 | 877       | 1933 | 591       | 2011 | 843       |
| 1840 | 910       | 1939 | 542       | 2015 | 876       |
| 1861 | 911       | 1946 | 929       | 2017 | 892       |
| 1880 | 869       | 1952 | 866       | 2021 | 1038      |
| 1900 | 706       | 1961 | 748       | 2022 | 919       |

Im Zeitraum 1988 bis 2018 stieg die Einwohnerzahl von 680 auf 888 um 208 Einwohner bzw. um 30,6 %.
Quelle: BayLfStat

## Politik

### Gemeinderat und Bürgermeister
Der Gemeinderat hat acht Mitglieder. Erster Bürgermeister ist seit 1. Mai 2008 Gerhard Ackermann (Rüdenhäuser Liste). Dieser wurde am 15. März 2020 mit 98,3 % der Stimmen wieder gewählt.
| Wilhelm Wüst       | 1875–1906 |                                                                    |
| Martin Kronester   | 1906–1924 |                                                                    |
| Johann Full        | 1924–1933 |                                                                    |
| Heinrich Paul      | 1933–1938 | 1. Amtszeit                                                        |
| Leonhard Ehrmann   | 1938–1945 |                                                                    |
| Richard Töpperwein | 1945      | von der amerikanischen Militärregierung eingesetzt                 |
| Hans Dürr          | 1945–1948 |                                                                    |
| Heinrich Paul      | 1948–1952 | 2. Amtszeit                                                        |
| Hans Full          | 1952–1972 |                                                                    |
| Simon Bergmann     | 1972–1996 | * 29. November 1925, Altbürgermeister, Ehrenbürger, † 7. Juli 2012 |
| Otto Spangler      | 1996–2008 | * 1939 Bad Windsheim, CSU, Altbürgermeister, Ehrenbürger           |
| Gerhard Ackermann  | seit 2008 | Freie Wähler                                                       |

### Partnerschaften
- Rüdenhausen hat seit dem 9. September 1973 eine Patenschaft mit der Stabskompanie der 12. Panzerdivision der Bundeswehr in Veitshöchheim. Im Jahr 1994 ging die Patenschaft nach der Auflösung der Division an die ebenfalls in Veitshöchheim stationierte Panzerbrigade 36 über. 2002 folgte die Übernahme der Patenschaft durch die Stabskompanie Division Luftbewegliche Operationen. Die Patenschaft wurde von Fürst Siegfried zu Castell-Rüdenhausen initiiert, weshalb immer wieder Kommandoübergaben und Gelöbnisse im Schlosspark stattfinden.[32]

### Wappen
| Wappen von Rüdenhausen | Blasonierung: „In Gold ein schwebender roter Rüdenrumpf mit goldenem Halsband.“ |
| Wappen von Rüdenhausen | Wappenbegründung: Die Gemeinde war seit dem 13. Jahrhundert bis 1533 eine Besitzung der Grafen von Castell. Das älteste bekannte Siegel stammt aus dem frühen 16. Jahrhundert. Es zeigt bereits ein Schild mit einem aus dem unteren Schildrand wachsenden pfotenlosen Rüden. Der Rüde ist auch im Wappen der Herrn von Gnottstadt, die den Ort von den Grafen von Castell als Lehen erhielten, enthalten. Sie starben 1533 aus. Ihnen folgten 1546 die Grafen von Castell-Rüdenhausen. 1747 erhielt Rüdenhausen die Marktrechte. In den Siegeln des frühen 19. Jahrhunderts ist der Rüde, wie im jetzigen Wappen, mit Vorderpfoten dargestellt. Seit dieser Zeit hat sich das Wappen nicht verändert. |

## Kultur und Sehenswürdigkeiten

### Baudenkmäler

#### St. Peter und Paul

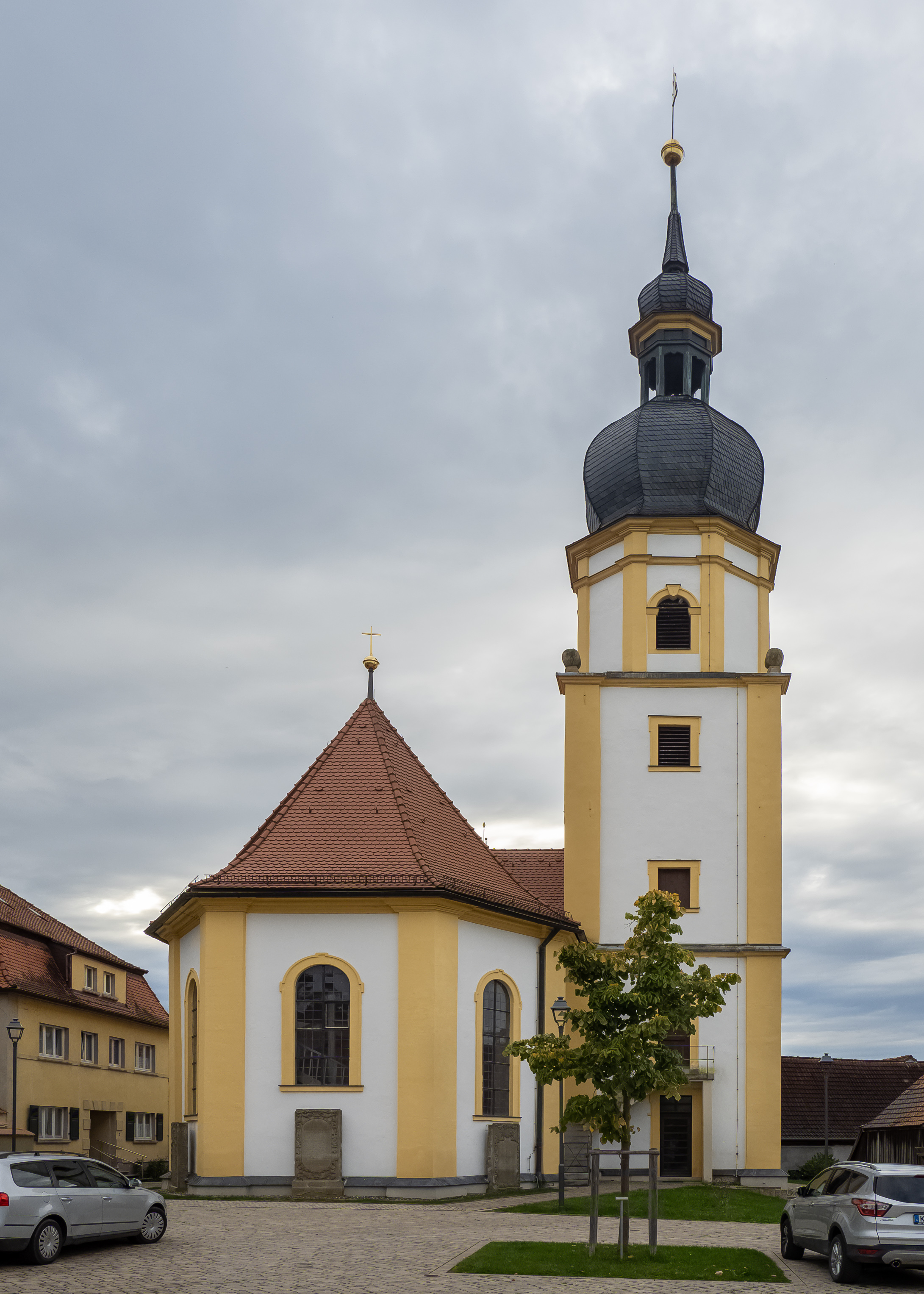
Chorseite der St.-Peters-und-Paul-Kirche

Bereits im 14. Jahrhundert besaß Rüdenhausen eine Pfarrkirche. Die mittelalterliche Kirche war im gotischen Baustil errichtet. Das Gotteshaus war allerdings nach dem Dreißigjährigen Krieg in einem maroden Zustand. Graf Johann Friedrich zu Castell-Rüdenhausen plante deshalb einen Neubau. Er schickte einen seiner Untertanen auf Kollektenreise. Im Jahr 1708 wurde das Gotteshaus abgerissen, am 9. Mai 1708 konnte der Grundstein gelegt werden. Schon 1709 konnte die Kirche geweiht werden, wobei noch bis 1712 der Turm aufgerichtet werden musste. In den folgenden Jahrhunderten wurden Renovierungen vorgenommen, die vor allem die Ausstattung betrafen. 
Die Kirche präsentiert sich als Saalbau. Der Chor ragt nach Osten. Der Kirchturm erhebt sich an der Nordseite. Das Kirchengebäude hat ein Satteldach. Der ursprüngliche Zustand des Gebäudes blieb über die Jahrhunderte erhalten. Anders als bei vielen anderen Sakralbauten befindet sich die Schauseite im Osten. Die Fassade gliedern fünf rundbogige Fenster mit schlichten Rahmen und Ohrungen. Auf der Südseite befindet sich der Haupteingang, über dem ein gesprengter Giebel die einzige Ausschmückung auf dieser Seite des Gebäudes ist. Der Turm besitzt zwei viereckige Geschosse, von denen das erste auf der Höhe des Chores endet. 
Die Ausstattung der Kirche stammt zumeist aus dem 18. Jahrhundert. Wesentlich älter sind dagegen die Epitaphe für die Verstorbenen des Hauses Castell-Rüdenhausen. Sie stammen aus der mittelalterlichen Grablege der Grafen im Kloster Vogelsburg und wurden um Grabplatten des 16., 17. und 18. Jahrhunderts ergänzt. Im Zentrum des Chores steht der Altar aus der Zeit um 1650, dessen Blätter wahrscheinlich vom Würzburger Künstler Oswald Onghers geschaffen wurden. Eine kunsthistorische Besonderheit stellt der Taufengel dar, der zu den wenigen Schwebtaufengeln überhaupt zählt. Er wurde wohl 1778 geschaffen.

#### Schloss Rüdenhausen mit Schlosspark
Die Geschichte des Schlosses (auch Altes Schloss) in Rüdenhausen beginnt mit dem Jahr 1258. Damals wurden die Besitzungen der Grafen zu Castell aufgezählt, darunter auch eine Burg in Rüdenhausen. Die Grafen vergaben die Anlage zu Lehen: Zunächst erhielten die Herren von Seckendorff zu Rödelsee das Schloss, bevor die Fuchs von Dornheim dort saßen. Ihnen folgten die Herren von Gnottstadt nach. Ab 1533 kam der Besitz wieder zurück in die Hände der Grafen zu Castell. Sie ließen die Anlage im Jahr 1573 erweitern. Ab dem Jahr 1597 wurde das Schloss Stammsitz der Linie Castell-Rüdenhausen. Im Dreißigjährigen Krieg wurde das Schloss zerstört. Der Wiederaufbau wurde unter Graf Johann Friedrich vorgenommen. Noch heute ist der ehemalige Herrensitz von den Grafen zu Castell-Rüdenhausen bewohnt.
Das Schloss präsentiert sich als ehemaliges Wasserschloss, das von einem polygonalen Bering umgeben ist. Die verschiedenen Wohntrakte sind unterschiedlich hoch. Sie umgeben einen unregelmäßigen Innenhof. Im Süden wurden zwei runde Ecktürme errichtet, von denen einer einen schräg anlaufenden hohen Sockel aufweist. Sie sind durch eine Wehrmauer mit innen umlaufenden Rundbogenarkaden verbunden. Am westlichen Wohnbau ist ein Fachwerkgiebel angebracht. Große Teile der Anlage sind mit Wappen der Grafen aus dem 16. Jahrhundert versehen. Im Inneren besteht eine bedeutende Gemäldesammlung mit Darstellungen der Grafen.
Der zum Schloss gehörige Schlosspark geht wohl bereits auf einen Barockgarten zurück. Ein Plan des Jahres 1767 mit dem damaligen Erscheinungsbild hat sich erhalten. In den 1830er Jahren gestalteten die Grafen zu Castell den Garten im Stil der Zeit um. Es entstand ein englischer Landschaftspark. In den hinteren Teilen des Gartens entstand ein Eishaus, das den Schlossbau mit Eis versorgen sollte. Dahinter wurde ein Obstbaumgarten angelegt, von dem sich noch heute einige Solitärbäume erhalten haben. Der Garten ist bis heute nicht für die Öffentlichkeit zugänglich.

#### Rathaus und Gerichtsgebäude

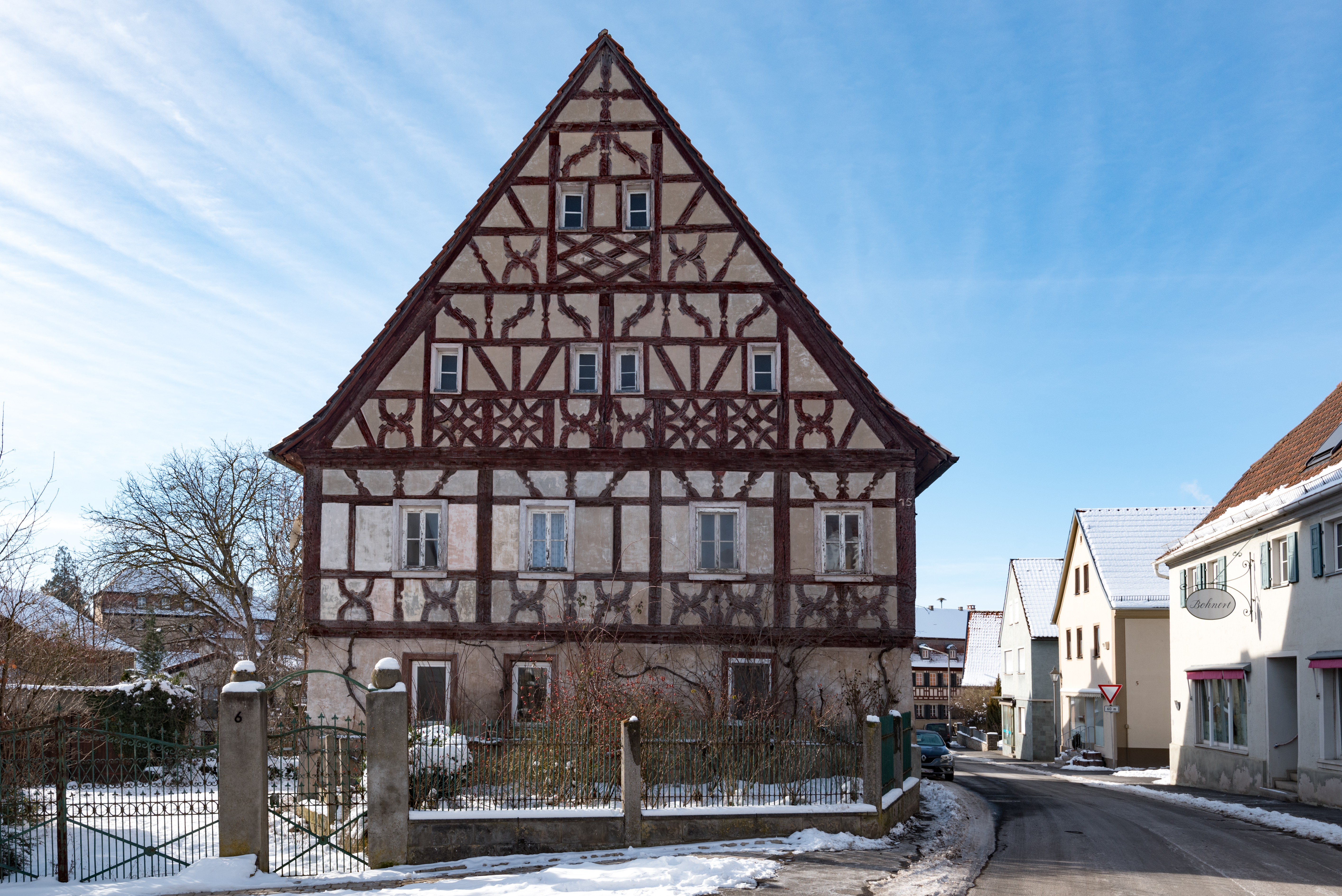
Ehemaliges Gerichtsgebäude der Grafen zu Castell

Das Rathaus der Gemeinde Rüdenhausen ist erst seit dem Jahr 1956 Sitz der Verwaltung, als es die Gemeinde von den Grafen abkaufte. Das Haus selbst entstand im Jahr 1817 und wurde durch den Handelsmann Carl Freytag (auch Freitag) errichtet. Freytag ließ das hier bereits bestehende Anwesen abreißen und errichtete das heute noch existierende Gebäude. In den repräsentativen Vorzeigebau zog das Handelshaus Freytag ein, das zu den bedeutendsten Geschäften Rüdenhausens gehörte. Das Rathaus präsentiert sich als achsensymmetrischer, traufständiger, zweigeschossiger Mansarddachbau.
Das Centgericht (Adresse Jahnstraße 6) entstand im Jahr 1572 und wurde von der Herrschaft erbaut. In das in unmittelbarer Nähe zum Schloss gelegene Gebäude zogen bis 1592 herrschaftliche Beamte ein. Bald wurde jedoch eine andere Nutzung für den Bau gefunden. Das Dorf Rüdenhausen erhielt in der zweiten Hälfte des 16. Jahrhunderts ein eigenes Cent- oder Halsgericht, die Cent Stadtschwarzach war nicht mehr länger zuständig. Schnell richtete man im stattlichen Haus am zentralen Platz die Räumlichkeiten für das Gericht ein. Erst 1848 endete die Nutzung als Gerichtsgebäude.
Es präsentiert sich als zweigeschossiger Satteldachbau. Während das Erdgeschoss in Massivbauweise entstand, wurde das Obergeschoss in Fachwerk ausgeführt. Kunsthistorisch bedeutsam ist das Zierfachwerk der Dachgeschosse. Es weist Mannfiguren auf und schließt mit einem Giebelkreuz ab. Das Dach wird durch ein ausladendes Gesims eingeleitet. Das Haus weist außerdem geschnitzte Ecksäulen auf. Das ehemalige Gerichtsgebäude ist das wohl, nach dem Schloss, qualitativ hochwertigste Gebäude im Rüdenhäuser Altort.

#### Gemeindefriedhof
Ähnlich wie viele andere lutherische Gemeinden im Landkreis besitzt auch Rüdenhausen einen historischen Gemeindefriedhof. Er liegt im Norden des Ortes an der Marktstraße. Die Anlage entstand zu Beginn des 17. Jahrhunderts. Der alte Friedhof, der sich um die Kirche befand, wurde im Jahr 1569 aufgegeben. Eine große Pestwelle führte zu einem Anstieg der Totenzahlen, sodass eine Verlegung vor den dicht bebauten Altort nötig wurde. Zugleich löste die Reformation das bisher von der Kirche propagierte Dogma der Einheit von Lebenden und Toten auf.
Zwischen 1569 und 1600 wurden die Toten aus Rüdenhausen auf der Pfarrwiese begraben, von deren genauer Lage wir heute nicht mehr unterrichtet sind. Im Jahr 1600 wurde der heutige Friedhof eingerichtet. Eine Inschrift an der umlaufenden Bruchsteinmauer verweist auf das Jahr der Errichtung. Der Rüdenhäuser Friedhof wird von mehreren Epitaphien des 17. und 18. Jahrhunderts geprägt, die vom Reichtum der Gemeinde in dieser Zeit zeugen. Besonders prächtig präsentiert sich das Friedhofsportal, das mit einer Inschrift ausgestattet wurde.

#### Weitere bemerkenswerte Privathäuser und Höfe

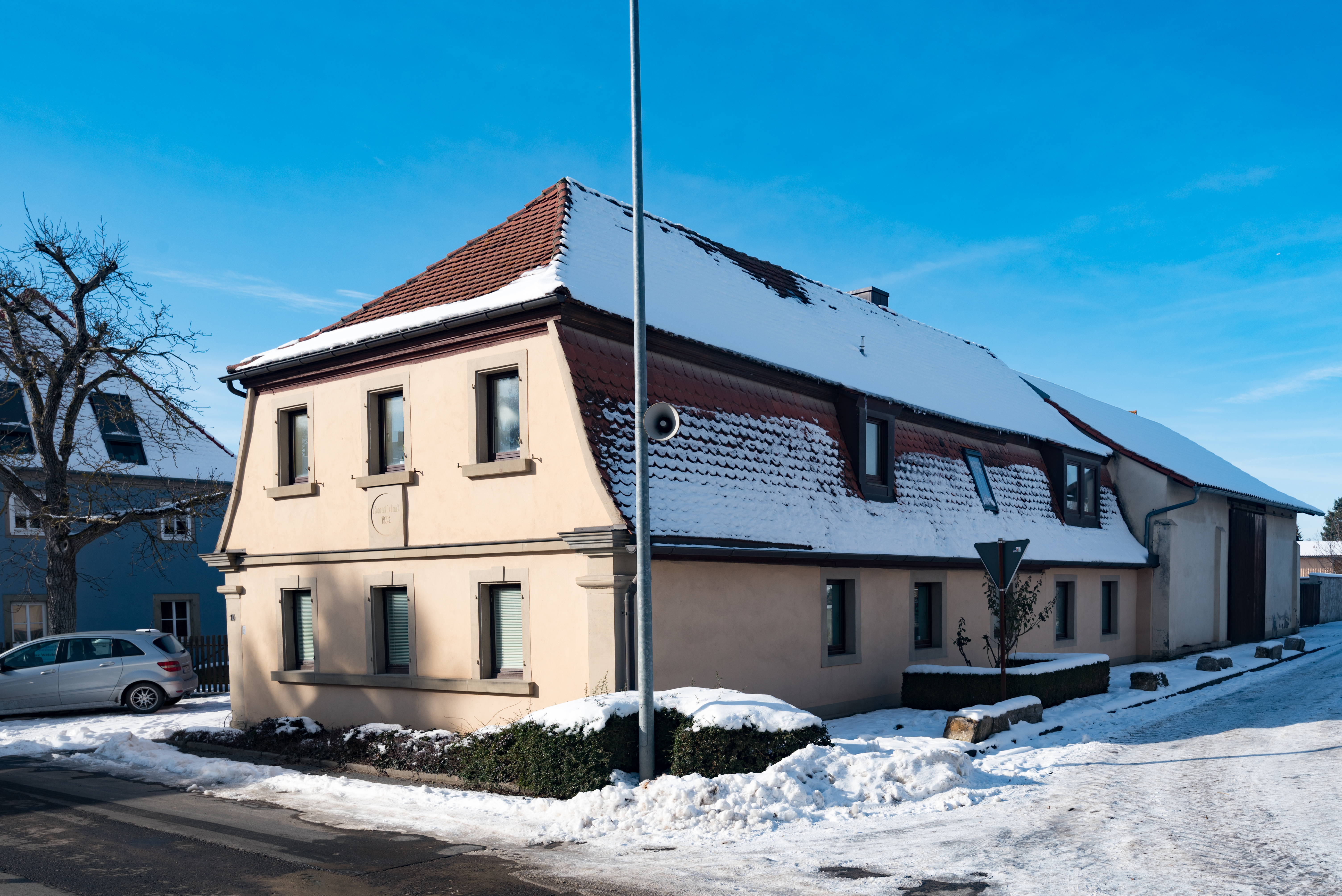
Eingeschossiges Bauernhaus in der Hindenburgstraße 10

Im Rüdenhäuser Altort haben sich eine Vielzahl an historischen Baulichkeiten erhalten, die zumeist dem 18. Jahrhundert zugerechnet werden können. Das wahrscheinlich älteste Gebäude ist allerdings bereits im 16. Jahrhundert nachgewiesen. Es handelt sich um das sogenannte Paul-Gerhardt-Haus (Adresse Paul-Gerhardt-Platz 5), das nach dem lutherischen Kirchenlieddichter des 17. Jahrhunderts benannt wurde. Das wurde wohl 1565 fertiggestellt. Das Haus wurde in den Jahren 1783 und 1796 umgebaut und wird heute als Gemeindehaus genutzt. Es präsentiert sich als zweigeschossiger Walmdachbau und weist reiche Verzierungen an Portal und Fenstern auf.
Ein weiterer Vertreter der Repräsentativbauten im Ort ist ein Haus von der Wende vom 17. zum 18. Jahrhundert, das heute die Adresse Marktstraße 5 besitzt. In der ersten Hälfte des 18. Jahrhunderts gelangte die Familie Schmidt an das Haus, Mitglieder der Familie lebten noch im 20. Jahrhundert hier. Es präsentiert sich als zweigeschossiger Satteldachbau. Anders als viele andere Bauten des Rüdenhäuser Altortes wurde es giebelständig zur Marktstraße hin errichtet, die historisch die wirtschaftlich bedeutendste Verkehrsverbindung des Ortes bildete. Noch in den 2000er Jahren war das Fachwerk des Obergeschosses hinter einer Putzschicht verborgen. Heute ist das Fachwerk freigelegt. → siehe auch: Marktstraße 5 (Rüdenhausen)
Besonders häufig sind in Rüdenhausen die typischen Bauernhäuser des Steigerwaldvorlandes anzutreffen. Es handelt sich um eingeschossige Sattel- oder Mansarddachbauten, die teilweise in Fachwerkbauweise errichtet wurden. Zumeist entstanden diese Häuser in der zweiten Hälfte des 18. Jahrhunderts. Ein besonders typischer Vertreter ist in der Marktstraße 8 zu finden. Es präsentiert sich als eingeschossiger Satteldachbau, der mit einer Inschrift und der Jahreszahl 1770 versehen wurde. Das Haus im Stil des Barock ist verputzt, wobei das Erdgeschoss in Massivbauweise entstand. Das Obergeschoss wurde in Fachwerkbauweise errichtet. Einzige Gliederungselemente der Fassade bilden die geohrten Fenster- und Türrahmungen. Ähnliche Bauten liegen in der Marktstraße 2, der Schloßstraße 10 und der Hindenburgstraße 2 und 8. → siehe auch: Marktstraße 8 (Rüdenhausen)
Die besondere Bedeutung des Ortes als Residenz der Grafen zu Castell wird durch die vielen ehemaligen Gasthäuser unterstrichen, die sich im Rüdenhäuser Altort erhalten haben. Sie werden heute in der Regel nicht mehr als Bewirtungsbetrieb genutzt. Eine Ausnahme macht das seit 1751 betriebene Wirtshaus „Zum Bastel“ in der Jahnstraße 2. Das Hauptgebäude ist ein zweigeschossiger, traufseitiger Satteldachbau mit Ecklisenen sowie geohrten Fenster- und Türrahmungen, der das Zentrum einer Hofanlage bildet. Der ehemalige Casteller Hof am Paul-Gerhardt-Platz 2 entstand als Zweiflügelbau in der ersten Hälfte des 19. Jahrhunderts.
In Rüdenhausen haben sich, anders als in den angrenzenden katholischen Gemeinde, kaum Kleindenkmäler erhalten. Bildstöcke, die im Steigerwaldvorland besondere Verbreitung als Zeichen der Volksfrömmigkeit fanden, wurden im Zuge der Reformation abgeräumt und entfernt. Als Spolie hat sich ein in die Wand eingemauertes Steinkreuz aus dem Spätmittelalter am Haus Marktstraße 15 erhalten. Daneben bestehen einige der historischen Hofportale mit ihren typisch fränkischen Vasenaufsätzen und Reliefzierden. Besonders wertvolle Exemplare haben sich am Haus Jahnstraße 2 und am Paul-Gerhardt-Platz 6 erhalten.

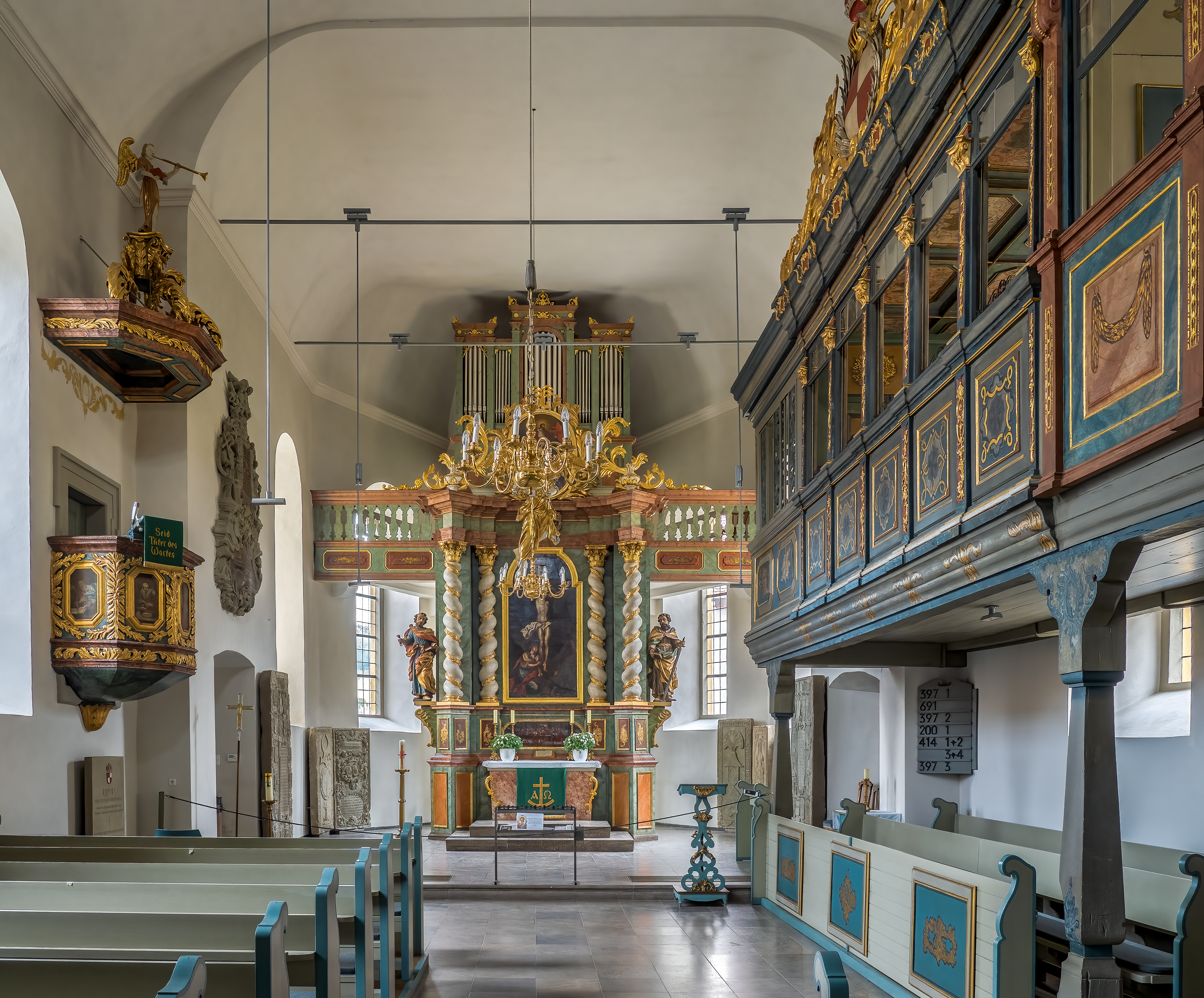
Innenraum der Pfarrkirche
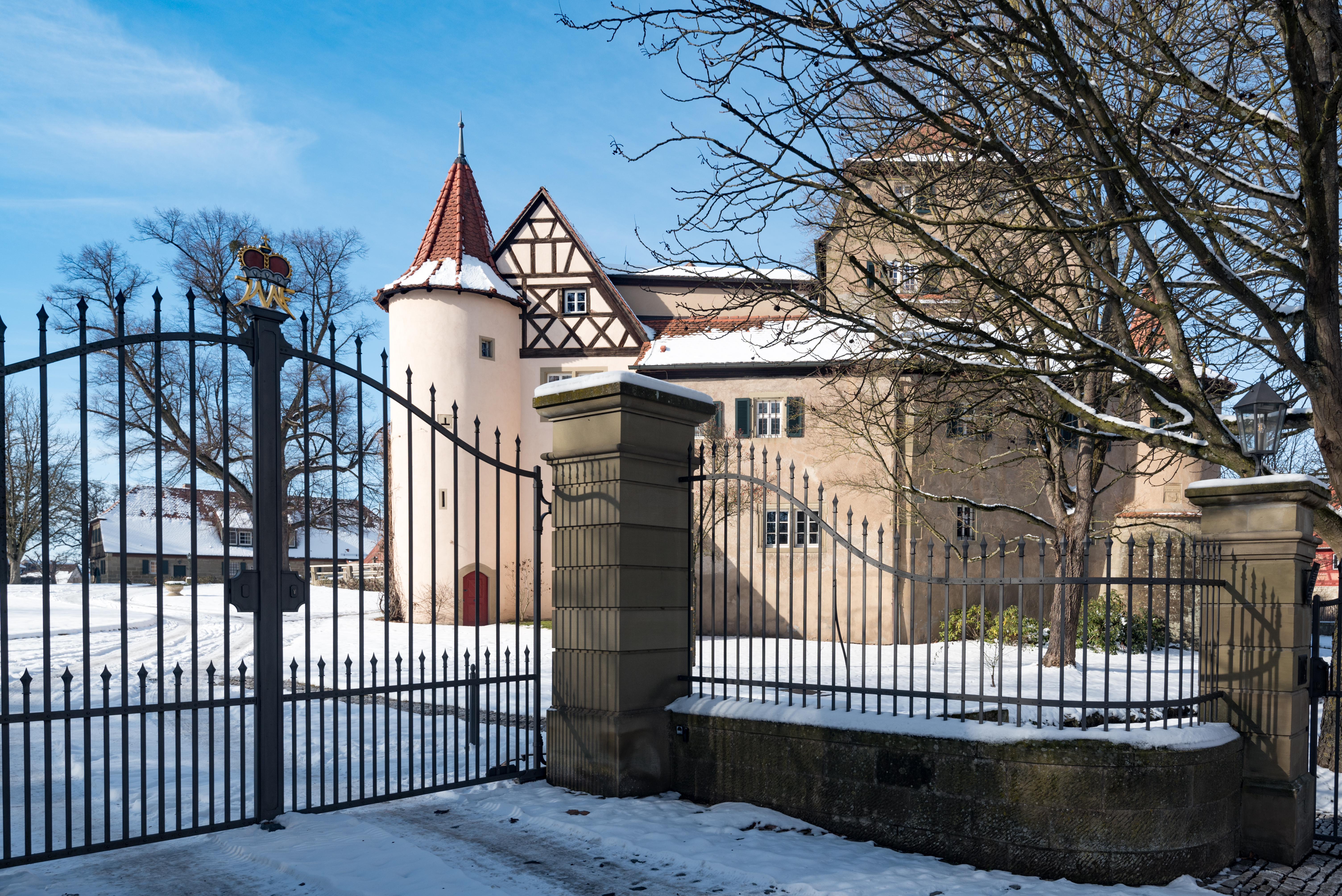
Schloss Rüdenhausen
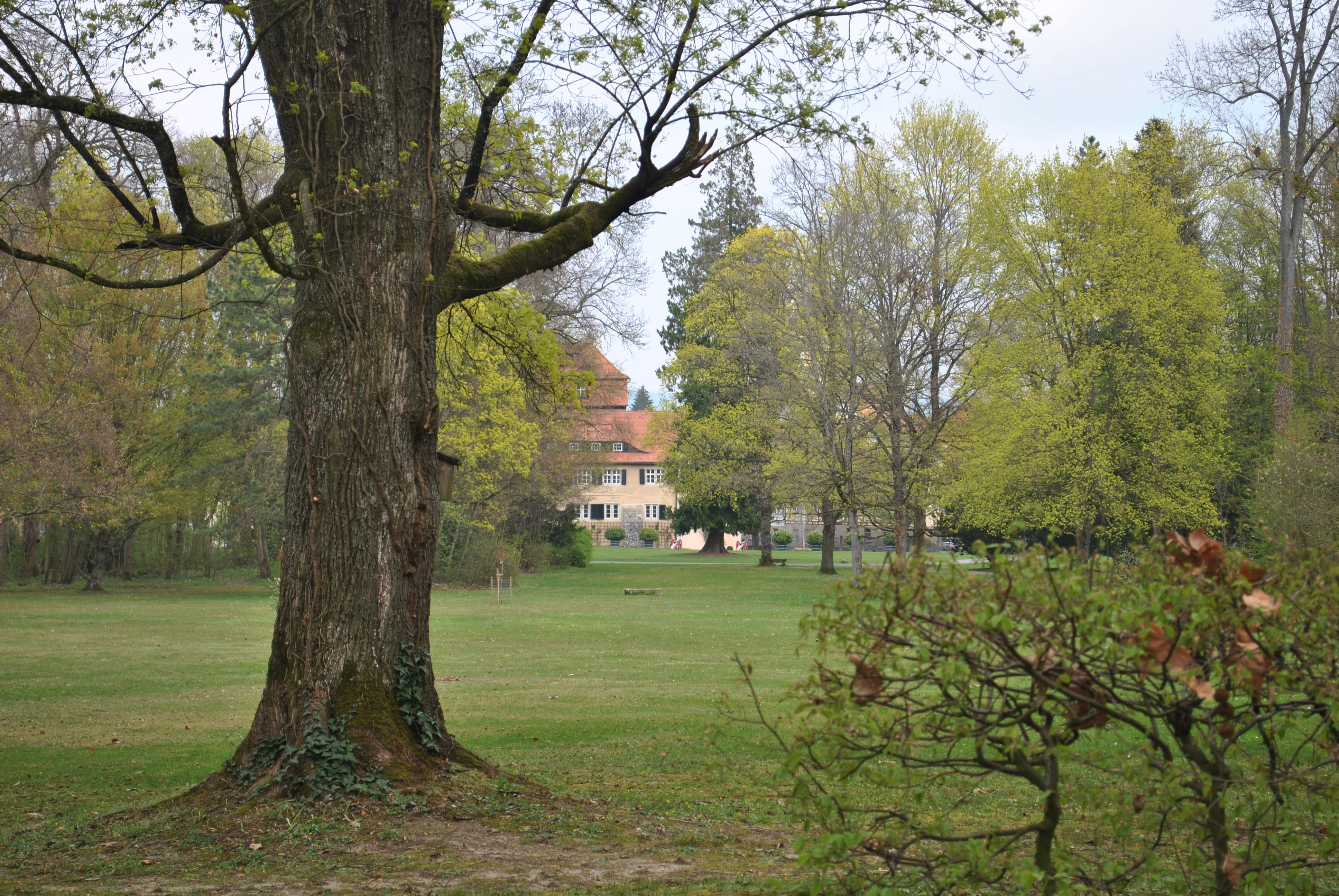
Schlosspark Rüdenhausen
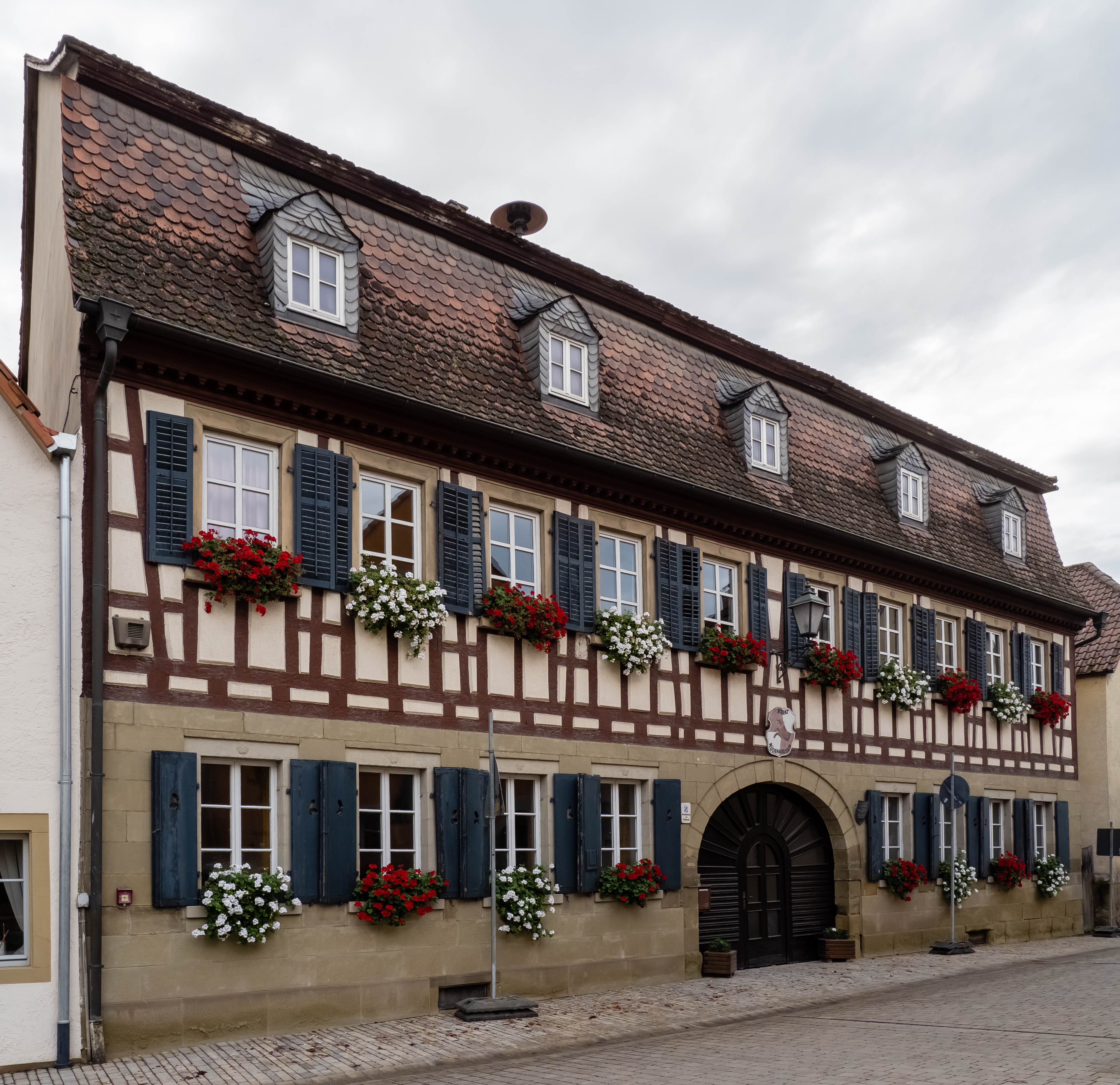
Rathaus Rüdenhausen
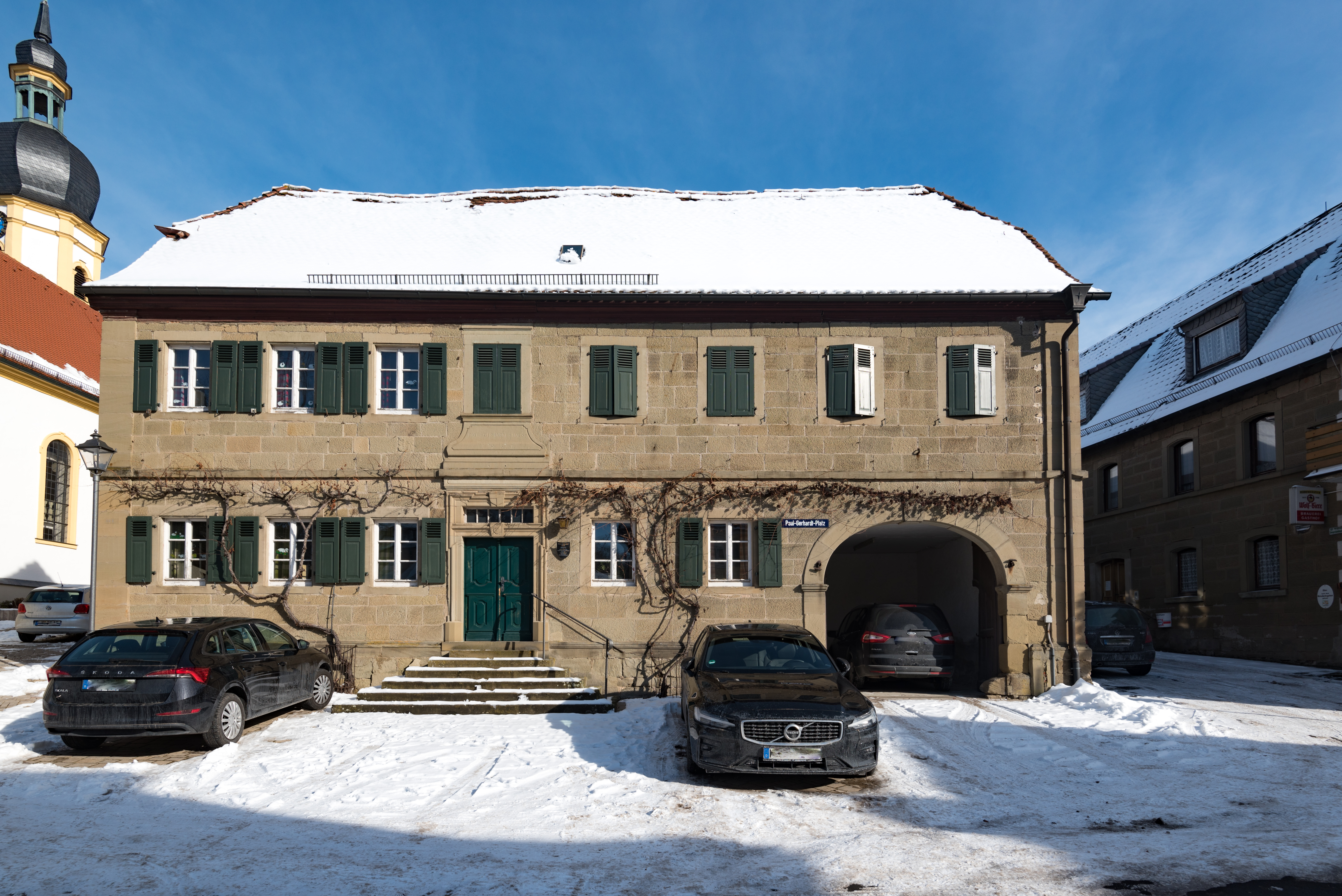
Paul-Gerhardt-Haus
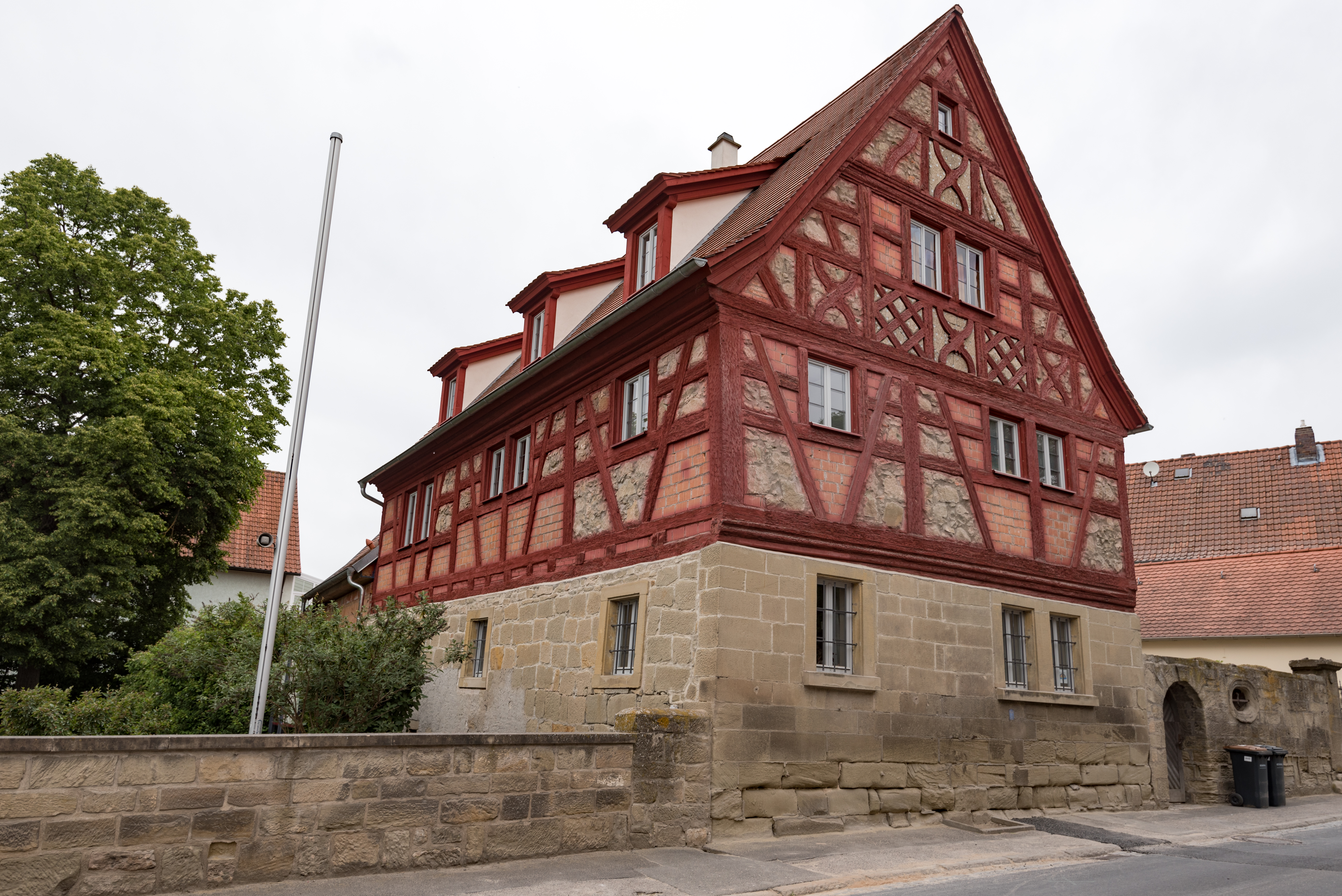
Haus Marktstraße 5
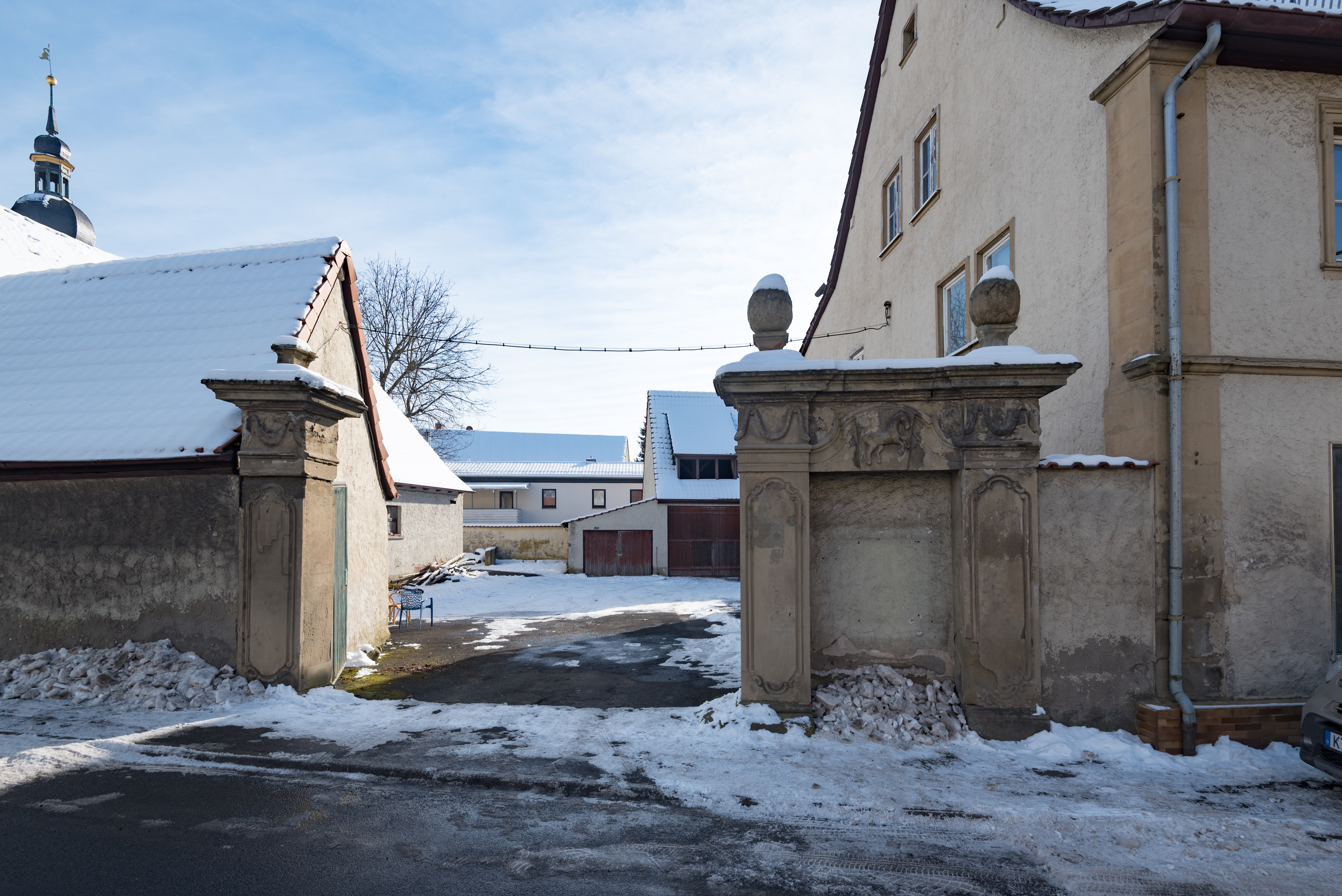
Hofanlage in der Jahnstraße 2

### Untergegangene Herrensitze
Die mittelalterliche Zersplitterung der Herrschaft führte in Rüdenhausen zu einer Verdichtung von adeligen Sitzen. Insgesamt können seit dem Hochmittelalter drei Herrensitze verortet werden. Zwei von ihnen verschwanden im Laufe des Spätmittelalters, sodass nur noch der Vorläufer des heutigen Alten Schlosses existierte. Alle drei Adelssitze wurden um 1270 erstmals urkundlich genannt. Während die Schelle von Rüdenhausen im Alten Schloss saßen, waren die Kielholz von Rüdenhausen mit dem Haus im See begütert und die Veste bei der Kirche gehörte den Herren von März (auch Merz).
Die Veste bei der Kirche verlor in den nächsten Jahrzehnten an Bedeutung. An der Stelle des Herrensitzes entstand im 14. Jahrhundert ein Gotteshaus, das 1364 zur Pfarrkirche gemacht wurde. Zuvor hatte hier wohl eine hölzerne Kapelle gestanden, die vielleicht dem Burgsitz zugeordnet war. 1376 gelangten die Herren von Gnodstadt in den Besitz der Veste bei der Kirche. 1463 scheint das Anwesen dann verödet gewesen zu sein. Noch im Jahr 1323 urkundete Friedrich Kilholz als Zeuge auf einer Urkunde, in der das Alte Schloss dem Friedrich Colle zu Lehen gegeben wurde. 1399 scheint die Anlage bereits weitgehend verfallen zu sein.
Von beiden Anlagen sind heute keine obertägigen Reste mehr sichtbar. An der Stelle des Hauses im See befindet sich heute eine Hofanlage mit der Hausnummer Hindenburgstraße 12, der namensgebende See ist heute trockengelegt. Die Veste bei der Kirche verschwand und machte der Pfarrkirche Platz. Auffällig ist der nahezu rechteckige Platzraum östlich der Kirche, heute als Kirchplatz ein zentraler Ort der Gemeinde. Auch dort wurden aber keine Überreste des Ansitzes ausgegraben.

### Bürgerauszug
In Rüdenhausen wird seit Jahrhunderten der Auszug der sogenannten Bürgerwehr praktiziert. Am Kirchweihdienstag tritt die Bürgerwehr, ausschließlich männliche Bewohner Rüdenhausens, mit Zylinder, dunklem Anzug und geschultertem Kleinkalibergewehr vor dem Rathaus an. Zuvor zieht der Trommler durch das Dorf und weckt die Wehr. Anschließend zieht die Wehr als geordnetes Bataillon in Richtung Schloss und holt den Vertreter der ehemaligen Grundherren und seine Familie ab. Anschließend werden die Mitglieder der Wehr verköstigt.
Die Tradition des Aufzugs geht bereits auf die Zeit des Dreißigjährigen Krieges zurück. Im Jahr 1619 erließ Graf Gottfried zu Castell den Befehl, dass die Männer des Dorfes sich am Sonntag regelmäßig zum Exerzieren im Schloss einfinden sollen. Die Tradition überlebte das Ende der Grafschaft und wurde auch im 19. Jahrhundert gefeiert. Inzwischen wurde der Aufzug um ein großes Bürgerschießen im Schlosspark ergänzt. Dabei darf jeder Schütze lediglich einen Schuss auf eine 75 Meter entfernte Scheibe abgeben, auf der die Karten eines Bayerischen Blattes angebracht sind. 
Anschließend zieht der Zug weiter zum Haus des Bürgerhauptmanns und des Bürgermeisters, wo die Bürgerwehr und alle nachfolgenden Zuschauer nochmals bewirtet werden. Der Tag endet wiederum am Rathaus, wo das sogenannte Feierabend-Lied gesungen wird. Der Bürgeraufzug bildet das traditionelle Ende der Kirchweih, am Abend nach dem Aufzug findet der Bürgerball in der Turnhalle statt.  Ähnliche Aufzüge werden in der Umgebung in Castell und Wiesentheid abgehalten, wo die Verbindungen zum ehemals herrschenden Adelshaus ähnlich eng sind.

### Neues Schloss

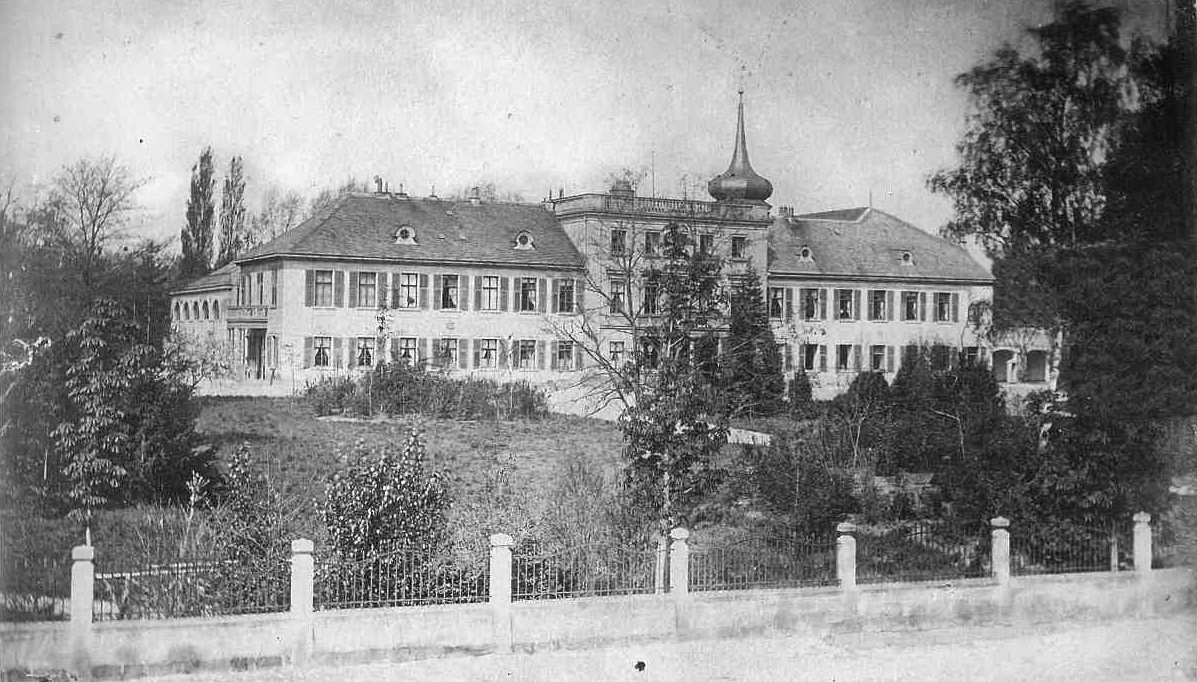
Neues Schloss im Jahr 1881

Bereits nach dem Ende der Herrschaft entstand in Rüdenhausen ein weiterer Bau, der als Wohnsitz der Grafen zu Castell diente. Die Anlage wurde, obwohl kein Herrensitz, in Anlehnung an den bereits bestehenden Alte Schloss als Neues Schloss bezeichnet. Im Jahr 1854 wurde das Schloss südlich von den bereits bestehenden Bauten in den Schlosspark gebaut. Bauherr war der spätere Fürst Wolfgang I. zu Castell. Die Familien nutzten das Anwesen bis in die 1940er Jahre als Wohnsitz. Während des Zweiten Weltkrieges wurde ein Flüchtlingslager eingerichtet.
Nach dem Krieg machten die Zerstörungen in den größeren Städten die Etablierung eines Hilfskrankenhauses nötig, das vom Landkreis Gerolzhofen betrieben wurde. In der Folge entstand um das Neue Schloss auch der einzige Kreisfriedhof Deutschlands, der von 1951 bis 1971 belegt wurde. In der Folgezeit verfiel das Schloss, das zeitweise auch von amerikanischen Soldaten bewohnt gewesen war. Im Januar 1973 entschied die Familie der Grafen zu Castell das Neue Schloss abzureißen. 2004 erfolgte der Rückverkauf der Fläche an die Grafen.
Das Neue Schloss war ein Vierflügelbau. Die Schauseite bestand aus einem dreigeschossigen Risalit, der von einer Balustrade abgeschlossen wurde. Sie wurde zu beiden Seiten von zwei Gebäudeteilen mit Walmdach begrenzt. Um den Innenhof gruppierten sich weitere Bauten, darunter war ein viergeschossiger Treppenturm im Stil des Neo-Renaissance und ein gleichzeitiger Giebel. Die Rückseite griff den gleichmäßigen Charakter der Vorderseite auf, wobei der Risalit nun als Fünfeck ausgebildet war, an den zwei kleinere Anbauten gesetzt worden waren.

### Maria Hilfe der Christen

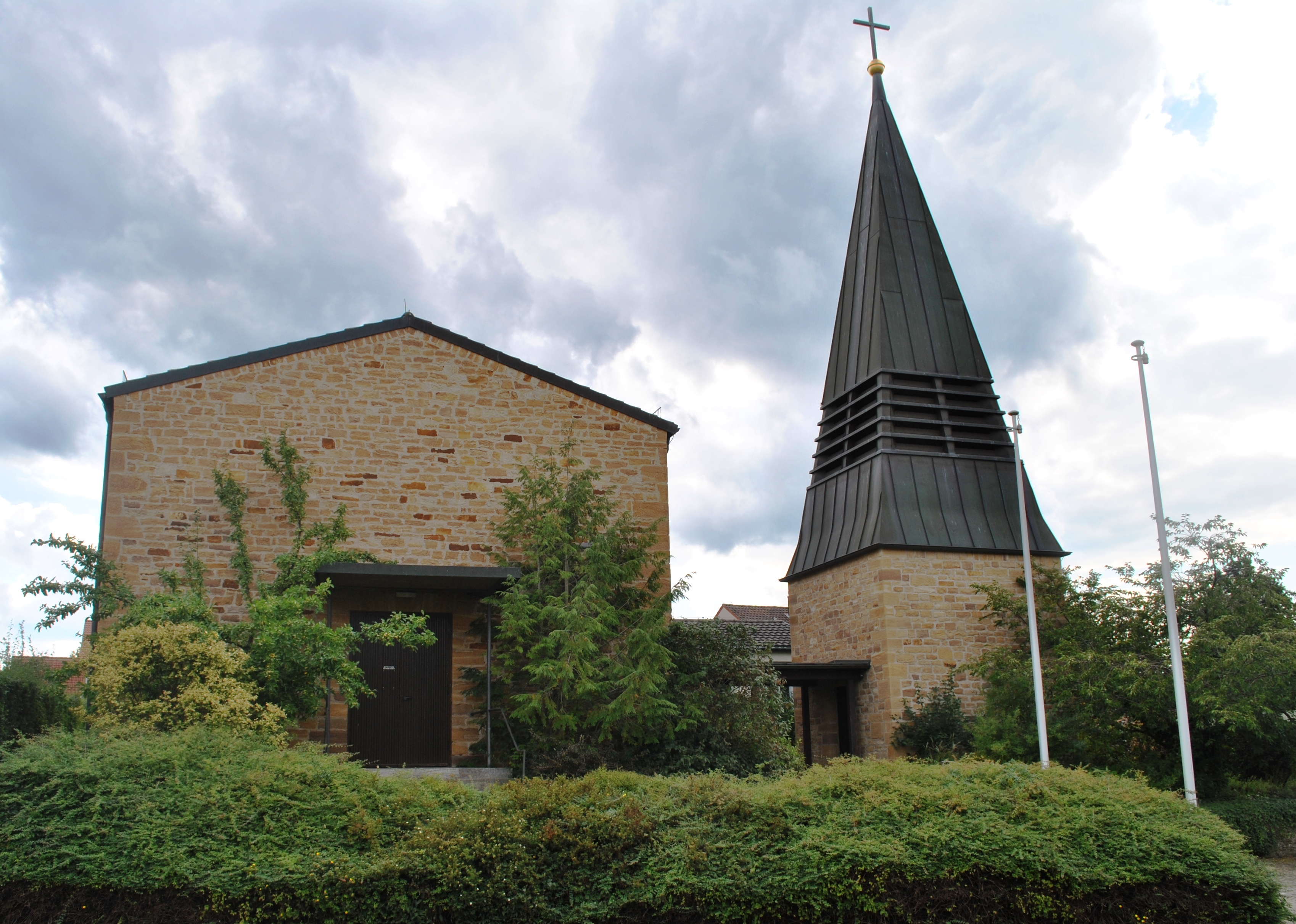
Katholische Kirche in Rüdenhausen

Nach der Reformation war Rüdenhausen lange Zeit ein rein lutherischer Ort. Die wenigen Katholiken, die sich ab dem 18. Jahrhundert wieder im Ort ansiedelten, mussten auswärtige Kirchen besuchen. Ab dem Jahr 1863 kamen die katholischen Bewohner an die katholische Pfarrei Wiesentheid. Erst nach dem Zweiten Weltkrieg, mit der Ankunft der Vertriebenen, wuchs die Zahl von Katholiken in Rüdenhausen an. Am 2. Mai 1954 wurde der Grundstein gelegt, noch im gleichen Jahr wurde die Kirche konsekriert. Erst 1995 entstand der Campanile neben der Kirche. 
Die eigentliche Kirche ist ein einfacher Rechteckbau. Er wurde außen nicht verputzt, sondern mit schlichtem Sandstein verkleidet. Die Kirche schließt nach oben hin mit einem Walmdach ab. Eine Besonderheit ist der rechts neben der Kirche befindliche Campanile. Er wurde im gleichen Stil wie das Gotteshaus im Jahr 1995 aufgerichtet. Ein kurzer unverputzter Teil geht in die langgestreckte Metallhaube über, die durch die Schallluken verziert ist. Hier sind die Glocken untergebracht. 
Die meisten Ausstattungsgegenstände kamen zur Zeit der Erbauung in die Mariahilfkirche. So wurde der Altar, der Ambo, eine Tabernakelstele und die Sedilien alle im Jahr 1954 geschaffen. Alle Elemente wurden aus Muschelkalk errichtet. Das Altarfresko zeigt die „Apokalypse“, der Altar wurde am 14. November 1954 konsekriert. Von Hans Konrad Saffer aus Bamberg stammt dagegen das Gemälde, das die Ölbergszene zeigt, es wurde 1924 gemalt. Die Orgel der Mariahilfkirche kam erst 1977 in das Gotteshaus. Das Geläut der Kirche Maria Hilfe der Christen besteht aus insgesamt vier Glocken.

### Sagen

#### Der Kellermeister
Als das Dorf Rüdenhausen noch von vielen Weinbergen umgeben war, lebte ein Kellermeister im Schloss, der von den Grafen zu Castell hochgeschätzt wurde. Er war sehr erfahren und musste der Herrschaft jeden Tag einen Krug des besten Weines an die Tafel bringen. Jeden Tag, ehe er zur Tafel trat, kostete er ein wenig von dem Wein. Dieses Verhalten ließ, in einem besonders guten Weinjahr, den Neid des Kellermeisters wachsen. Nun nahm er immer größere Schlucke des Weines zu sich und verdünnte den Krug der Grafen mit Wasser. Diese Panscherei flog eines Tages durch den aufmerksamen Küferjungen auf. Der Graf war enttäuscht und ließ seinen Kellermeister in ein schweres Eisen legen. Tag und Nacht lag er nun im tiefsten Kerker, bis er eines Abends schwor, seine Seele dem Teufel zu verschreiben, um endlich wieder in Freiheit zu gelangen. Der Satan erschien auch und wollte ihn befreien, wenn der Kellermeister nur seinen Namen mit eigenem Blut schreibe. Als er dies getan hatte, brach der eiserne Ring sofort und der Teufel verschwand. Der Kellermeister, der seine Freiheit wieder gewonnen hatte, wurde aber in einen großen schwarzen Hund verwandelt. So muss er immerzu durch den Schlosspark irren, mit einer Eisenkette um den Hals. Erst wenn vom Schloss kein einziger Weinberg mehr zu sehen ist, soll der Fluch gebrochen werden.

#### Der Apfelbaum
Am alten Feldweg zwischen Rüdenhausen und Kleinlangheim hatte ein alter Bauer seine Äcker. Er war hartherzig und vergrößerte seine Feldflächen auf die Kosten eines seiner Schuldner und ließ seinen Sohn wie einen Knecht auf dem Hof schuften. Eines Tages im Spätherbst begann der Bauer seinen Acker umzugraben. Er hatte einen neuen, schweren Holzpflug erworben und pflügte mit ihm viel zu tief im Erdreich, sodass er auch die Wurzel eines alten Schwarzapfelbaumes kappte. Der Bauer hielt kurz inne, als er die durchtrennte Wurzel entdeckte. Da buddelte sich plötzlich neben dem zerrissenen Holz ein kleines Männchen aus dem Erdreich. Mit seiner Hand begann das Männlein die Wurzel zu streicheln. Der Bauer verließ schuldbewusst den Acker. In der Nacht träumte er von seinen Verfehlungen und begann am nächsten Tag alle seine Hartherzigkeiten aufzugeben. Sogar die Schulden wurden seinem Feldnachbarn erlassen. Der Sohn pflanzte nach dem Tod des Vaters einen Schwarzapfelbaum im Kirchhof, der heute noch blüht.

#### Die weiße Frau
Am Rande des Dorfes lebte einst ein Schafhirte in einer kleinen Hütte. Er hatte vor langer Zeit eine Frau am Wegesrand entdeckt, die scheinbar halb tot geschlagen worden war. Der Schafhirte pflegte sie und schließlich heirateten die beiden. Die Frau war heilkundig und wurde deshalb im Dorf abgelehnt, weil man ihre Macht fürchtete. Nur in der Dunkelheit fragten sie die Dorfbewohner um ihren Rat und ließen sich Tränke gegen alle Krankheiten brauen. Das Paar bekam ein Mädchen, das bald zu einer schönen jungen Frau herangewachsen war. Die Jungen im Dorf verehrten sie, aber sie hatte nur Augen für den Sohn des reichsten Bauern im Ort. Die Liebe zwischen den beiden war aber zum Scheitern verdammt, weil die Eltern die Beziehung ablehnten. Das Liebespaar fand aber einen geheimen Rückzugsort auf dem Gebiet der sogenannten Häichallern oder Hochellern im Norden des Dorfes. Hier war es sumpfig und verlassen. Eines Abends im Hochsommer saßen sie am Rande des Moores und sprachen von der Liebe und der Hoffnungslosigkeit jemals zusammen zu finden. Plötzlich sahen sie eine weiße Gestalt, die über dem Moor schwebte. Die Erscheinung hob die Hand und winkte ihnen zu. Das Paar ging auf sie zu, als eine Treppe aus dem Nichts erschien. Die beiden schritten sie herauf und traten dann durch ein weites Tor. Die Dorfbewohner fanden am nächsten Tag die Mütze des Jungen und das Tuch des Mädchens im Moor. Der Vater des Jungen ließ hier ein Kreuz errichten.

#### Das Goldbrünnlein
An der Straße zwischen Rüdenhausen und Greuth am Fuße des sogenannten Lerchenberges ist das sogenannte Goldbrünnlein zu finden. In früherer Zeit war hier ein Wald zu finden, der die armen Tagelöhner der Umgebung ernährte. Einer dieser Tagelöhner sammelte mit seiner Frau gerade Waldfrüchte, während die beiden Kinder, ein Mädchen und ein Junge, an der Quelle spielten. Einmal aber kamen sie nicht rechtzeitig zum Essen in den Wald und die Mutter wollte nach ihnen schauen. Aus der Ferne hörte sie die Stimmen der Kinder, aber als sie die Quelle sehen konnte, war noch ein zweites Mädchen bei den beiden. Die Kinder spielten mit seltsamen goldenen Kugeln, die ringsum im Gras lagen. Auch die Quelle hatte sich verändert und jetzt quoll viel mehr Wasser aus dem Gestein. Die Mutter hatte Angst um ihre Kinder und rief ihnen ihre Namen zu. Als dies das zweite Mädchen hörte, sprang es schnell in die Quelle und war verschwunden. Die überraschten Kinder erzählten ihrer Mutter, dass das Quellkind bereits mehrere Tage mit ihnen gespielt hatte. Sie hatten versprechen müssen, niemanden von ihrer Existenz zu erzählen, weil sie sonst verschwinden würde. Das Quellkind hatte aber bei seiner Flucht die goldenen Kugeln vergessen, die sich als pure Goldstücke herausstellten. Die Familie war nun reich und kehrte oft zur Quelle zurück. Das Quellkind tauchte aber niemals mehr auf.

#### Die Rache der Schirnbachquelle

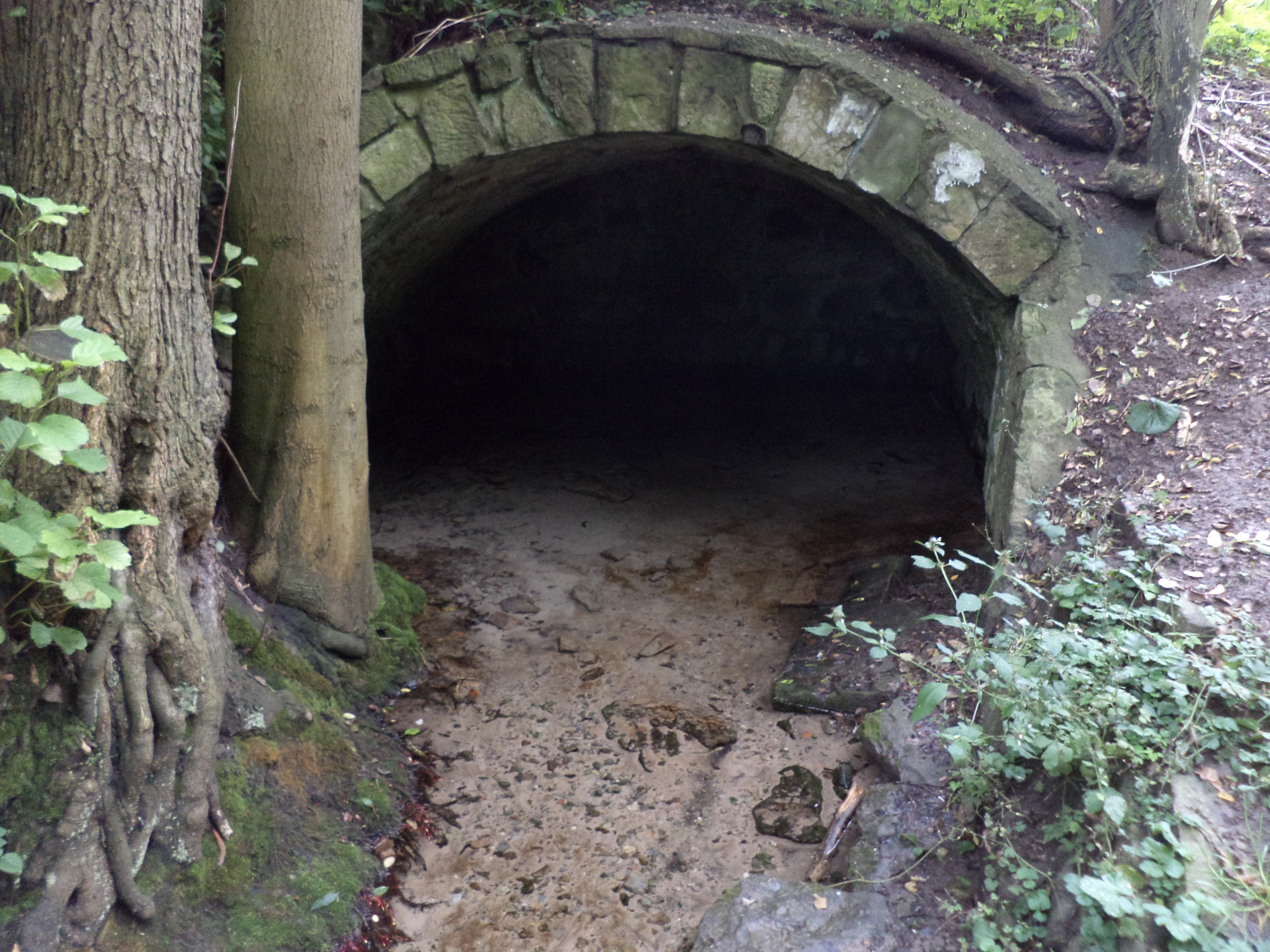
Die Schirnbachquelle am Ortsrand

Am Ortsrand von Rüdenhausen stand einst eine Mühle, die von einem hartherzigen Müller betrieben wurde. Er hatte seinen ganzen Reichtum auf dem Rücken der Armen erwirtschaftet und trachtete immer nach noch mehr. Seine Kinder sammelten eines Tages entlang des Schirnbachs die kleinen Waldbrombeeren und kamen an die Schirnbachquelle. Hier sahen sie plötzlich einen blonden Jungen an der Quelle sitzen, der die Beeren in ihrem Korb betrachtete. Die Kinder des Müllers reichten dem Jungen die Früchte. Der aß sofort alle auf und die Kinder sammelten für ihn weitere Beeren. Am Abend, als der Kleine satt war, reichte er den Müllerskindern ein Goldstück. Als die Kinder ihrem Vater von der Begebenheit erzählt hatte, befahl er noch mehr Brombeeren für den Quellknaben zu suchen. Am nächsten Tag stellten die Kinder wiederum ihren vollen Korb an die Quelle und riefen nach dem Jungen. Der Quellknabe erschien auch lautlos aus den Fluten der Quelle. Er sah aber nicht freundlich aus, sondern schien wütend zu sein. Er packte die Kinder an der Quelle und zog sie in die Tiefe. Dann quoll aus der Quelle immer mehr Wasser und spülte die ganze Mühle und den Müller mit fort. Diese Überschwemmung dauerte einen ganzen Tag, dann hatte sich der Schirnbach wieder beruhigt. Vom Quellknaben wurde nie wieder etwas gesehen.

## Wirtschaft und Infrastruktur
Es existierten 1998 nach der amtlichen Statistik im produzierenden Gewerbe 32 und im Bereich Handel und Verkehr keine sozialversicherungspflichtig Beschäftigte am Arbeitsort. In sonstigen Wirtschaftsbereichen waren am Arbeitsort 66 Personen sozialversicherungspflichtig beschäftigt. Sozialversicherungspflichtig Beschäftigte am Wohnort wurden insgesamt 277 gezählt. Im verarbeitenden Gewerbe gab es 2 Betriebe. Im Jahr 1999 gab es 12 landwirtschaftliche Betriebe mit einer landwirtschaftlich genutzten Fläche von 599 Hektar, davon waren 567 Hektar Ackerfläche und 31 Hektar Dauergrünfläche. Außerdem existiert eine Zweigstelle der Raiffeisenbank Volkacher Mainschleife - Wiesentheid im Ort.

### Weinbau
Rüdenhausen hat Anteil an der Weinfläche der Lage Casteller Trautberg im neuen Bereich Schwanberger Land und ist damit Weinort im Anbaugebiet Franken. Im Ort existieren keine Weingüter und es wird kein Weinfest gefeiert.

### Verkehr
Rüdenhausen kann heute als eines der Verkehrsknotenpunkte im zentralen Landkreis Kitzingen gelten. Nachdem der Ort in Mittelalter und Früher Neuzeit lediglich lokale Bedeutung für den Verkehr besaß, wurde Rüdenhausen mit dem Bau der Bundesautobahn 3 im Jahr 1963 aufgewertet. Allerdings gelang es nicht, die auf der Gemarkung Rüdenhausen gelegene Anschlussstelle 75 auch nach dem Ort zu benennen. Trotz Proteste aus der Bevölkerung, die von den politisch Verantwortlichen in Rüdenhausen unterstützt wurden und sich gegen den damaligen Bundesverkehrsministers Hans-Christoph Seebohm, erhielt die Auffahrt den Namen der Nachbargemeinde Wiesentheid.
Bedeutendste Straßenverbindung ist heute die zweitlängste Autobahn Deutschlands, die Bundesautobahn 3/Europastraße 45. Sie verläuft im äußersten Norden der Gemarkung. Ebenfalls in der Rüdenhäuser Flächeneinheit liegt die Anschlussstelle 75, die nach Wiesentheid benannt wurde. In Nord-Süd-Richtung direkt an Rüdenhausen vorbei führt die Bundesstraße 286 (Enzlar-Bad Brückenau) mit zwei Auffahrten im Osten und Süden des bebauten Gebietes, sowie der Autobahnverbindung bei Rüdenhausen. 
Zwei Staatsstraßen werden heute durch Rüdenhausen geführt. Die Staatsstraße 2420 erreicht die Rüdenhäuser Flächeneinheit von Westen und wird über die Bundesstraße geführt. Sie verläuft parallel zur Bundesstraße im Norden von Rüdenhausen in Richtung Wiesentheid. Die Staatsstraße 2421 verläuft aus Richtung des Casteller Gemeindeteils Greuth im Südosten der Gemarkung als Schirnbachstraße, Marktstraße und Raiffeisenstraße in Nord-Süd-Richtung durch das Dorf. Lediglich lokale Bedeutung hat die Kreisstraße KT 15, die zwischen Abtswind und Rüdenhausen verläuft.
Eine Eisenbahnanbindung besitzt Rüdenhausen heute nicht mehr. Mit dem ausgehenden 19. Jahrhundert erhielt Rüdenhausen einen Anschluss an das bayernweite Eisenbahnnetz. 1893 wurde der Abschnitt Kitzingen-Gerolzhofen der sogenannten Steigerwaldbahn (auch Untere Steigerwaldbahn) fertiggestellt, der Ort wurde mit einem Bahnhof ausgestattet. Der Bahnhof Rüdenhausen-Feuerbach war mit einem sogenannten Fürstenbahnhof für die Fürsten von Castell ausgestattet. Die Nebenbahn verband ab 1903 Kitzingen mit dem Schweinfurter Hauptbahnhof und war damit eine der längeren Nebenstrecken in Deutschland. 1981 fuhren zwischen Gerolzhofen und Kitzingen nur noch Personenbusse, der Güterverkehr wurde Mitte 2006 aufgegeben. Alle Reaktivierungsbemühungen scheiterten bisher.

### Bildung
Rüdenhausen besaß bereits in der Frühen Neuzeit einen Schulmeister, dieser wurde erstmals im Jahr 1540 erwähnt. Die Schule wechselte in den folgenden Jahrhunderten mehrfach ihren Standort. Die Lehren der Reformation prägten auch den Stundenplan, sodass sich die Rüdenhäuser Bildungseinrichtung zu einer evangelisch-lutherischen Konfessionsschule entwickelte. Im Jahr 1908 kaufte die Gemeinde ein Grundstück. Hier, in der heutigen Marktstr. 28, entstand das Schulhaus, das bis in die 1970er Jahre genutzt wurde. 1969 wurde die Schule in Rüdenhausen aufgelöst.
Rüdenhausen liegt heute im Sprengel der Nikolaus-Fey-Grundschule im benachbarten Wiesentheid. Die Schule besitzt ein großes Einzugsgebiet, das neben Wiesentheid und seinen Ortsteilen auch die Gemeinden Abtswind, Castell und Rüdenhausen umfasst. Ebenfalls befindet sich in Wiesentheid die Mittelschule für die Rüdenhäuser Schüler. Ihr Sprengel umfasst den gesamten nordöstlichen Landkreis Kitzingen mit den Gemeinden Abtswind, Castell, Geiselwind, Großlangheim, Kleinlangheim, Prichsenstadt, Rüdenhausen, Wiesentheid, Wiesenbronn mit allen Ortsteilen. Die Nikolaus-Fey-Mittelschule ermöglicht über einen sogenannten M-Zug den Erwerb der Mittleren Reife sowie den Mittelschulabschluss.
Weiterführende Schulen können mit der Mädchenrealschule in Volkach und mit der Realschule in Dettelbach besucht werden. Gymnasien gibt es in Münsterschwarzach (Egbert-Gymnasium), Volkach-Gaibach (Franken-Landschulheim Schloss Gaibach), Wiesentheid (Steigerwald-Landschulheim) und Kitzingen (Armin-Knab-Gymnasium). Bereits in Mittelfranken liegt das Gymnasium Scheinfeld. In Rüdenhausen selbst besteht heute lediglich noch ein Kindergarten für die frühkindliche Bildung.

### Vereine und Verbände
| - TSV 1862 Rüdenhausen - Schützengilde - 1. FCN Fanclub Rüdenhausen e. V. - Posaunenchor - Singverein | - Wengertsmusikanten - Heimatverein - Burschenschaft - Bürgerhauptmann - VDK | - Freiwillige Feuerwehr mit Feuerwehrverein - Bauernverband - BfO-Bundesselbsthilfeverband f. Osteoporose e. V. - CSU-Ortsverband - Freie Unabhängige Wähler |

## Persönlichkeiten

### Ehrenbürger
- Simon Bergmann (* 29. November 1925; † 7. Juli 2012), Alt-Bürgermeister
- Udo Baudler (* 8. September 1907 in Coburg; † 11. Oktober 2005 in Rüdenhausen), Arzt, Baudler war 45 Jahre als niedergelassener Arzt in Rüdenhausen tätig[48]
- Siegfried Fürst zu Castell-Rüdenhausen (* 16. Februar 1916 auf Schloss Rüdenhausen; † 16. November 2007 ebenda), Land- und Forstwirt, Unternehmer sowie Jagdfunktionär
- Ernst-Ludwig Werner (* 1936; † 2020 in Rüdenhausen), Ortspfarrer von Rüdenhausen[49] (1965–2000)
- Otto Spangler (* 1939 in Bad Windsheim), Alt-Bürgermeister, Ernennung 2019

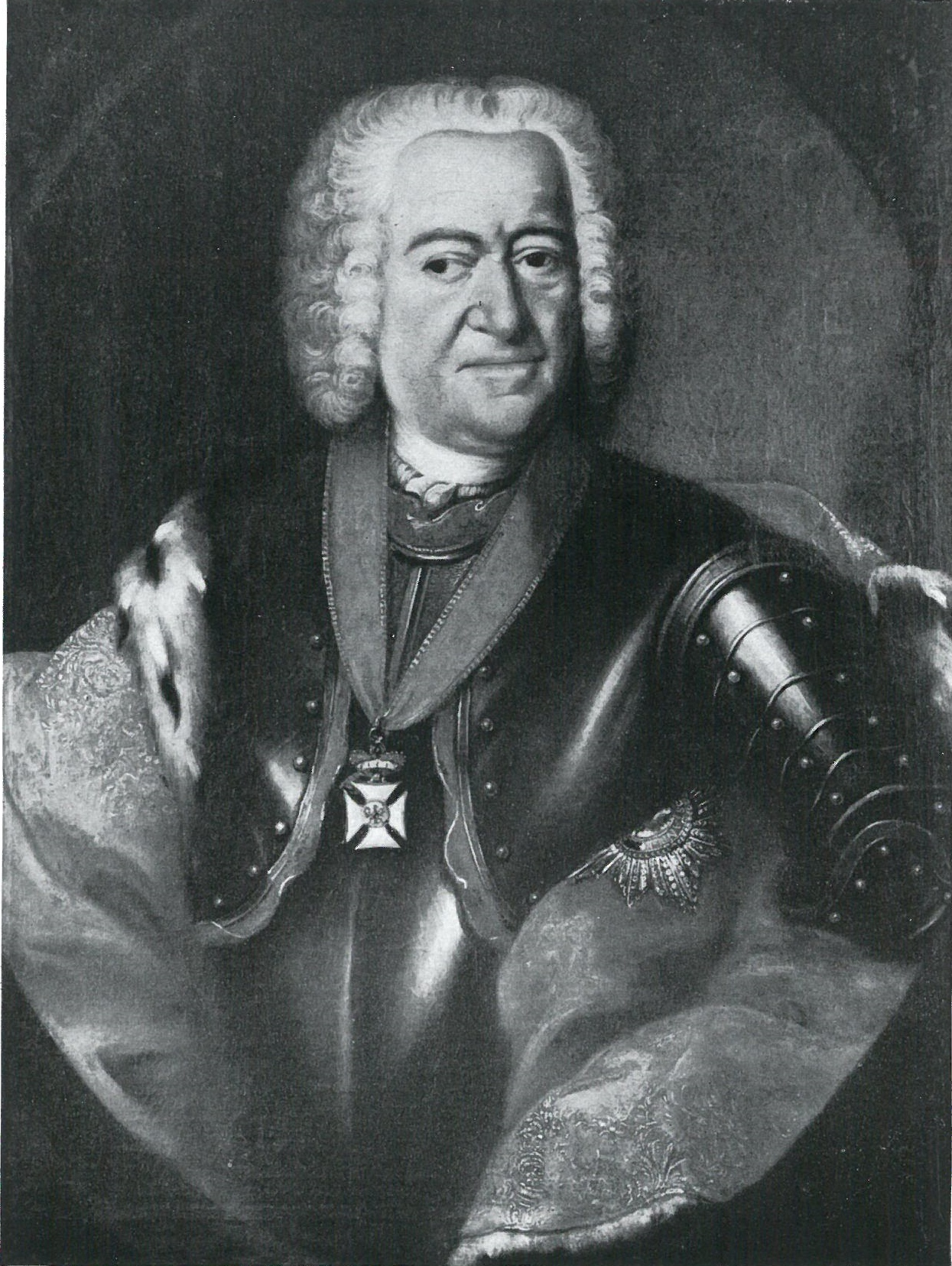
Johann Friedrich zu Castell-Rüdenhausen wurde im Schloss geboren

### In Rüdenhausen geboren
- Johann Wilhelm Marckart (* 1699 in Rüdenhausen; † 1757 in Harderwijk) Rechtswissenschaftler und Hochschullehrer
- Friedrich Abraham Marckart (* 1703 in Rüdenhausen; † ????), Advokat in Harderwijk
- Karl Ludwig Friedrich Viehbeck (* 1769 in Rüdenhausen; † 1827 in Wien), Landschaftsmaler in Österreich
- Friedrich Wilhelm Viehbeck (* 1770 in Rüdenhausen; † 1828), gräflicher Archivar, Kanzleidirektor in Castell, Historiker
- Karl Pöhlmann (* 1827 in Rüdenhausen; † ????), Journalist, Schriftsteller
- Wolfgang zu Castell-Rüdenhausen (* 1830 in Rüdenhausen; † 1913 ebenda), Land- und Forstwirt, Unternehmer
- Ferdinand Wüst (* 1845 in Rüdenhausen; † 1908), Maler, Federzeichner, Unternehmer[50]
- Ludwig Hacker (* 1847 in Rüdenhausen; † ????), Professor für deutsche Sprache, Geschichte, Geographie, Schriftsteller[51]
- Wilhelm Walter (* 1850 in Rüdenhausen; † 1914 in Berlin), Architekt, Geheimer Baurat und Vortragender Rat im Reichspostamt in Berlin
- Siegfried Friedrich Kasimir zu Castell-Rüdenhausen (* 1860 in Rüdenhausen; † 1903 in Santiago de Chile), Jurist und Diplomat
- Karl Panzerbieter (* 1863 in Rüdenhausen; † um 1932), Kunstmaler
- Christian Weisensee (* 1882 in Rüdenhausen; † 1950 in Schweinfurt), Finanzbeamter
- Siegfried Fürst zu Castell-Rüdenhausen (* 1916 in Rüdenhausen; † 2007 ebenda), Land- und Forstwirt, Unternehmer, Jagdfunktionär

Da Rüdenhausen lange Zeit eine Residenz der Grafschaft Castell war, wurden im Schloss auch mehrere später regierende Grafen geboren.
- Gottfried zu Castell-Rüdenhausen (1577–1635), Landesherr
- Georg Friedrich zu Castell-Rüdenhausen (1600–1653), Landesherr
- Philipp Gottfried zu Castell-Rüdenhausen (1641–1681), Landesherr
- Johann Friedrich zu Castell-Rüdenhausen (1675–1749), Landesherr
- Friedrich Ludwig Carl Christian zu Castell-Rüdenhausen (1746–1803), Landesherr und Mäzen

### Mit Rüdenhausen verbunden
- Carl Fischer (1818–1911), Jurist und Maler, Fischer war nach dem Ende seines Studiums bis 1859 in Diensten der Grafen zu Castell[52]
- Adolf Kirsch (19. und 20. Jahrhundert), Pfarrer in Rüdenhausen (1899 bis 1916), Kunstmaler